# ウナ (ドイツ)
ウナ (ドイツ語: Unna, ドイツ語発音: [ˈʊna] ( 音声ファイル)) はドイツ連邦共和国ノルトライン＝ヴェストファーレン州アルンスベルク行政管区のウナ郡に属す市で、同郡の郡庁所在地である。この街はルール地方東部に位置している。この街はウナ郡でリューネンに次いで2番目に人口の多い街である。

## 地理

### 位置
ウナは、ドルトムントの東約15km のルール地方東端、ヴェストフェリシャー・ヘルヴェーク（すなわちヘルヴェーク＝ベルデ）のルール川とリッペ川との間に位置している。市域は丘陵地を含んでおり、海抜65m（アッフェルダー・バッハ）から225m（ヘンメルダー・シェルク）にある。

### 市の構成

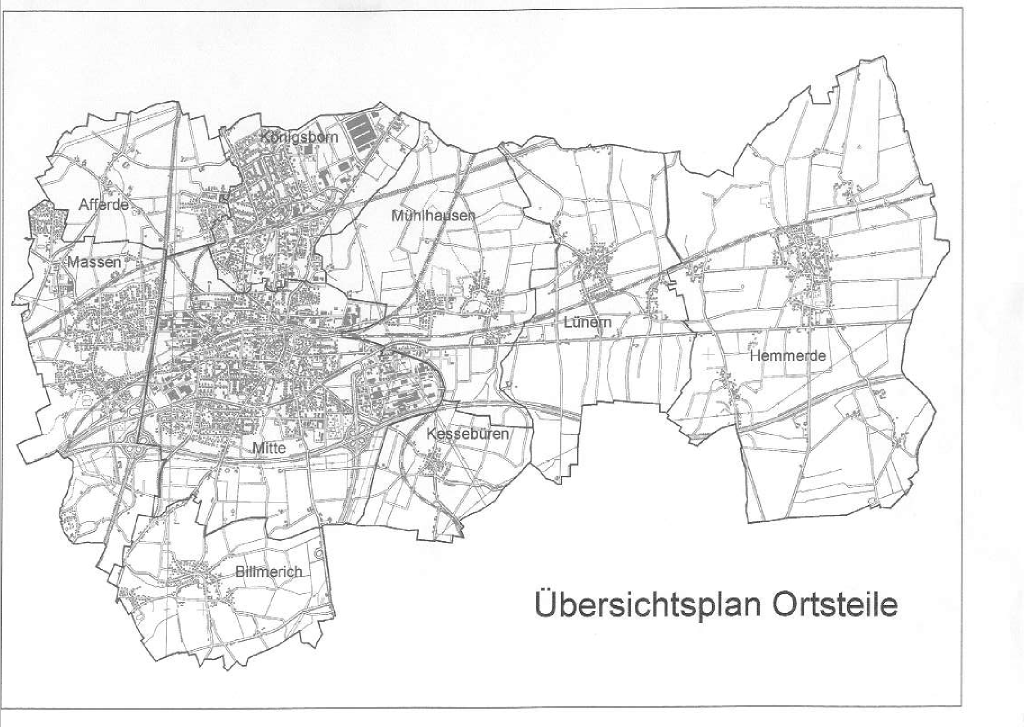
ウナ市の地区図

ルール地方からヘルヴェーク＝ベルデへの移行部に位置するウナの地形はその都市構造に明らかに見ることができる。
市の中心部は混合型の住宅地に囲まれている。多くの地区は主に一戸建てから二戸建て住宅および小規模な集合住宅からなる。北のケーニヒスボルンへの移行部や東のモルゲン通り地域および南の緑地に囲まれたボルネカンプには大きな集合住宅や邸宅が建っている。大規模な集合住宅地は、主に南西端の地域にある。
マッセン市区や北部のケーニヒスボルン市区は、ルール地方の人口集中域の典型的な特徴を示している。マッセナー・ノルト（マッセン北）のブーデルスコロニーは大規模な鉱山集落である。ニーダーマッセンやオーバーマッセンでは多くの一戸建てから二戸建て住宅および小規模な集合住宅がドルトムントの東部市区にまで続く集落構造を形成している。マッセンの一番南部にあたるマッセナー・ハイデは大きな一戸建て住宅が多いことからウナの高級住宅地とされている。ケーニヒスボルンには数多くの鉱山集落があり、中心部はその混合型住宅、南部は大きな高層住宅と多くの一戸建て住宅が存在するという不均一な集落構造を示している。
これに対して北西のアッフェルデと北のアルテ・ハイデは田舎の風情である。
東部のヘルヴェークの村ユルツェン、ミュールハウゼン、リューネルン、シュトックム、ヴェストヘンメルデ、ヘンメルデは市の中心の東側、ヴェルルとの市境までの間に並んでおり、田舎の様相を示している。これらの集落は主に一戸建て住宅と農場からなる。
南部市区のビルメリヒとケッセビューレンおよび南東部のジディングハウゼンも田舎の性格が強く、ウナの東部市区と同様の集落構造を示している。

## 歴史

### 狩猟・採集文化の時代（約7万年前）
氷河は約16万年前、ザーレ氷期のドレンテ期に最大に広がり、ハールシュトラングにまで達して、人の集落形成を阻んだ。本市の地域でも氷の層は高さ数百メートルに及んだ。氷河は多くの迷子石とともに大量の燧石を北から運んできた。リッペ川に沿って7万年から5万年前の礫の堆積物が生成され、その後強い浸食期を経た。「クノッケンキーゼン」（直訳: 骨の礫）として知られるこの堆積物の中から、その名の由来となった動物の骨の他に、ときおりネアンデルタール人の道具が発見される。ウナ郡ではゼルムのテルンシェ地区でこの時期の特徴的な握り楔が2つ見つかっている。
狩猟・採集文化の最終期である中石器時代（紀元前9600年から紀元前5500年頃）になってやっとリンゲブラウクやマッセナー・ハイデで貯蔵場の跡が発見されている。これは保存条件が良くないことと関連している。これに対してバルヴェの洞窟では豊富で古い出土品からこの地域の当時の人類の文化をはるかに良く把握することができる。

### 農耕集落、新石器時代（紀元前5500年から紀元前2000年頃）
本市の現在の市域における最初の集落は、すでに農耕文化に属す紀元前5500年頃の新石器時代に形成された。線帯文土器文化の集落が見つかっている隣のヴェルルとは対照的にウナ地域の集落跡は紀元前5千年紀のレッセナー文化の集落である。シュトリックヘルディッケの農夫ゲルト・シュルツェ＝ゼルミヒは、その所有地で6000年前の鎌を拾った。1974年にはこの文化に特徴的な長さ 22 cm、幅 10 cm の皿が発見された。重さ 9 kg、ルール地方の砂岩で造られた臼が穀物を挽くのに使われた。ミヒェルスベルク文化（紀元前4300年から紀元前3600年）の頃には、マーストリヒト地方から大量の丈夫な素材である燧石が持ち込まれた。ヘンメルデ近郊のドライハウゼンで3枚ほどの刃が見つかっている。近くのフィニンガー・フェルトでは、1934年にウナで最大の 18.7 cm の石鉈が発見された。1962年にはネフライト製の鉈も見つかっている。これは学生ヴォルフガング・ケットマンがリューネルンの農夫アウグスト・シュピールフェルトの土地で発見したものである。発見者が報告するとすぐにさらに10個の鉈が発見された。このうち6個をリューネルンのヴィルヘルム・ヴェンテ1人が発見した。同じくレッセナー文化に属す穴の開いた斧も3本見つかっている。精確な発見地は不明である。その後角閃岩で作られた斧がアッフェルデから発見されている。出土品の密度は地域によって大きく異なっており、それぞれの人物とその使用に依存している。

### 金属器時代（紀元前1600年頃から）と古代ローマ時代
新石器時代以後、ウナ地方は集落のない時代であったらしい。紀元前1600年から紀元前1300年頃にやっと墳墓が造られた。この時代の墳墓は、ビルメリヒやジッディングハウゼンに見られ、ウナの市境を越えた外側でも見ることができる。この時代の青銅製の鉈が2本見つかっている。1本はケーニヒスボルンで発見された長さ 14 cm のもの、もう1本はビルメルヒで発見されたものである。ウナ南部のヴィルヘルムスヘーエには紀元前1000年から紀元前450年の骨壺墓地がある。この墓地には37体の遺体があったと記録されている。アウトバーン A44号線拡幅工事の際、ヘンメルデ - フィニング橋の近くでローマ時代以前、紀元前500年頃の人工物が発見された。
ローマ時代には、近くにゲルマン人の集落が形成された。この集落が、中世初期には確実にそうであったように、この頃からヘルヴェーク（主要街道）の宿駅として利用されていたかどうかは不明である。

### 中世

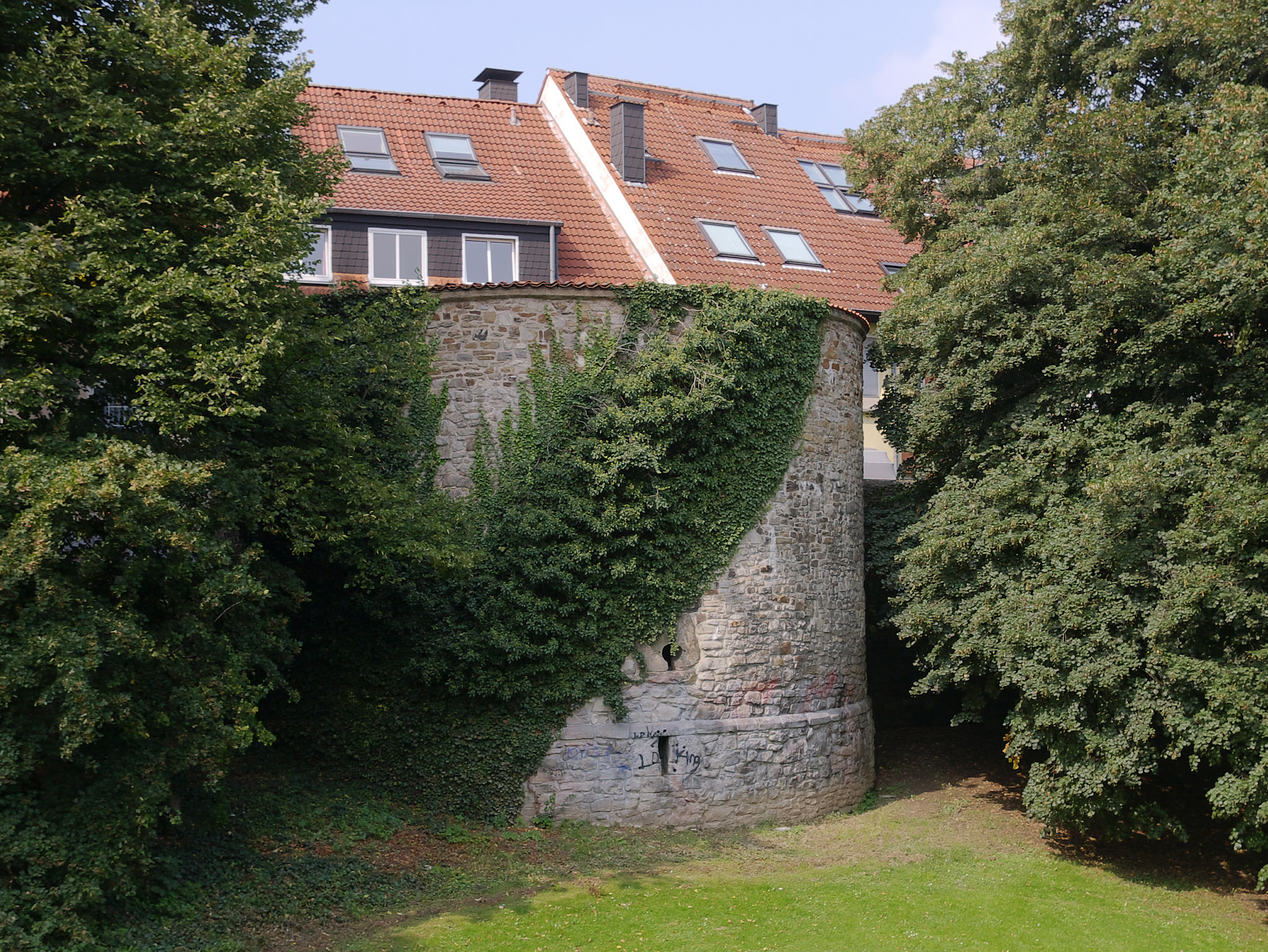
中世の都市防衛施設の遺構「オイレン塔」

ウナは1032年8月6日にケルン大司教ピルグリムの文書に初めて記録されている。この文書は、ウナの教会をその他の財産とともにドイツ (Deutz) のラドルフス修道院に譲渡するという内容のものである。世俗の領主の役割もケルン大司教が担っていた。13世紀初めにアルテナ＝イーゼンベルク伯フリードリヒがケルン大司教から他の土地とともにウナをレーエンとして与えられた。彼は1225年に叔父の大司教エンゲルベルト・フォン・ベルクを殺害して処刑されたため、その所領は彼の従兄弟にあたるアルテナ伯アドルフのものとなった。彼は新しい居城リッペ川沿いのマルク城にちなんでこれ以後自らをマルク伯と称し、集落の防衛施設を復旧した。1264年に大司教軍がウナを攻撃し、焼き払った。街は同じ場所に復興した。1288年のヴォリンゲンの戦いによってマルク伯によってケルンの支配から解放された後、ウナはマルク伯から都市権、市場開催権、下級裁判を開催する権利を授けられた。最も古い街の印章と議会に関する最初の記録は1290年のものである。この街はずっとケルン大司教との紛争下にあり、何度も焼き払われたが（たとえば1303年、1308年）、復興されるたびに拡張され、防衛施設は堅固になった。このため1324年に再度攻撃してきた大司教軍を撃退することができた。中世後期になるとこの街は度重なる火災や戦争（たとえば1419年のメルク兄弟戦争）の結果、荒廃していった。
繰り返される戦争にもかかわらず、この街は14世紀にかなり繁栄した。それは活発な交易を行った商人たちによるものであった。メルク伯は1347年からウナで貨幣の鋳造を行った。この街とその住民の豊かさは、1375年頃に埋められた「ゴルトシャッツ・フォン・ウナ」（直訳: ウナの黄金）によっても示される。これは1954年の発掘調査によって発見されたもので、ドイツ、イングランド、フランス、ボヘミア、ハンガリーの70枚を超える金貨で構成されている。1389年から現在のケーニヒスボルン地域で塩泉が発見され、これから食塩が作られるようになった。15世紀から職人や商人がツンフトを形成するようになった。1469年から1518年まで、そして1540年に再び、ウナはハンザ同盟に加盟した。ウナは1549年にハムとともにハンザのプリンシパル都市となった。

### 近世以後
ハンザの衰退、宗教改革による社会の分裂、多くの戦争や疫病によって16世紀末頃に経済的繁栄は終息した。1597年には、ペストにより住民の半分以上を失った。八十年戦争の際、1598年と1604年にスペインの騎士がウナを占領した。1609年にクレーフェ公ヨハン・ヴィルヘルムの死によってマルク伯の古い家系が断絶した後、ウナを含むマルク伯領はブランデンブルク辺境伯エルンストとプファルツ伯ヴォルフガング・ヴィルヘルムのものとなったが、この同盟は信仰の違いにより1614年に破棄された。ウナとその他のクレーフェ＝マルク領の都市は1614年にオランダ軍に占領されたが、新たなペストの流行によりオランダ軍は1615年に撤退した。三十年戦争では、この街は何度も包囲され、宿営され、戦費を徴収されて苦しめられた。たとえば、オランダ軍（1622年と1641年）、スペイン軍とイタリア軍（1622年/1623年）、皇帝軍（1628年）、パッペンハイマー軍（1628年）、スウェーデン軍（1633年/1634年）、ヘッセン軍（1634年）、リューネブルク軍（1635年）、皇帝軍（1636年/1641年）といった具合であった。特に多くの戦費調達と宿営は「大変に困難」であった。さらには1649年4月4日には「珍しく起こった地震によってこの街の多くの家屋が破壊された」。三十年戦争以前ウナは毎年4,000帝国ターラーの収入があったが、三十年戦争の間に全ての土地を手放し、さらに30,000ターラーの負債を課された。14世紀から16世紀の経済的繁栄ははるかに過ぎ去っていた。
ウナは1666年にブランデンブルク＝プロイセン領となり、その後プロイセン王国の一部となった。ウナには1756年までマルク伯領から徴兵された歩兵連隊が駐屯していた。仏蘭戦争（1672年 - 1679年）ではフランス軍のテュレンヌ将軍が1673年2月4日にこの街を攻撃し、220棟の家屋（全家屋の約 54 %）が破壊された。1678年と1723年に火災が起きた。七年戦争（1756年 - 1763年）でウナは再び戦闘、宿営、行軍を耐えなければならなかった。しかし以前の2つの戦いと比較すれば、外国兵の気まぐれや戦費調達による被害は少なかった。ただし計画的な破壊はその限りでなかった。街のレンガ工場は破壊され、水の供給施設は「ほとんど廃墟」となった。1761年までに戦争前に比べて3倍に及ぶインフレーションが起こり、その後戦争が終結する1763年には年間 145 % に落ち着いた。1719年の人口が1,919人に対して1796年の人口は2,037人と、18世紀全体を通して人口増加はわずかであった。交易は停滞し、工場進出は「完全な水不足のために」失敗した。1789年から始まったフランス革命以後フランスからの移住者がウナにも影響を及ぼし、経済や生活様式にインパクトを与えた。

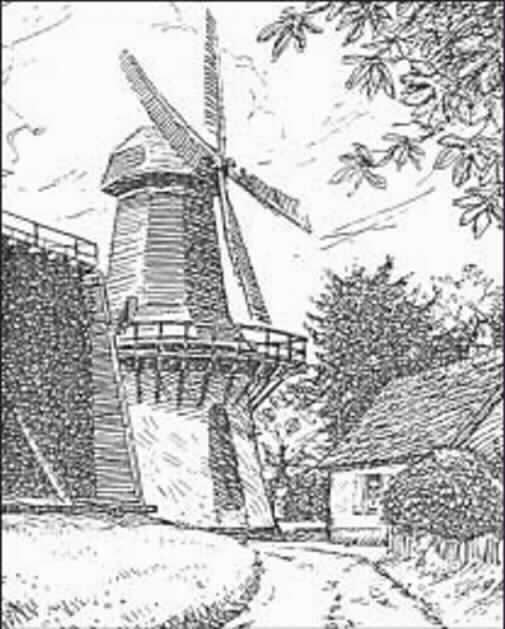
18世紀のケーニヒスボルン製塩所。左端に枝条架装置、中央に風力によるポンプ施設

さほど重要でない街になっていたウナは18世紀になると工業化とアムト（地方行政機関）の所在地となることで重要性を回復した。1734年、プロイセン政府によって「ケーニヒスボルン製塩所」が設立された。これは後にヴェストファーレンで最も重要な製塩所となっていった。1799年にプロイセン西部の州では初めての蒸気機関が設置され、塩水の汲み上げに用いられた。ウナからカーメンへの道路の拡幅が1752年に行われた。1780年から1801年にルール川上流域を船舶が航行できるようになった。ヘルヴェークの拡充は1817年になされ、1855年にベルギシュ＝メルキシェ鉄道の路線網に接続した。こうした交通網の拡充はこの街をルール地方の新たな中心部とを結びつけることとなった。
ナポレオン戦争によって、マルク伯領がプロイセン王国から分離された後、ウナは1808年1月21日にマルク伯領とともに新たに創設されたベルク大公国に編入され、ムニツィパリテート（地方行政単位）の首邑となり、他のムニツィパリテートとともにアロンディスマン・ドルトムントのカントン・ウナ（ウナ小郡）を形成した。1809年、世俗化に伴い、ウナのカタリーネン修道院が閉鎖された。ナポレオンの失脚後1813年にプロイセンが再び介入し、当初はフランス式の地方行政組織を温存していたが、1917年にハム、ペルクム、リーネルン、カーメン、ウナ、フレンデンベルクの自治体が集まってハム郡が形成された。1831年に改定された都市法を受け容れることで、1837年にウナは田舎町から脱却した。1844年にアムト・ウナはアムト・カーメンと統合され、アムト・ウナ＝カーメンとなった。

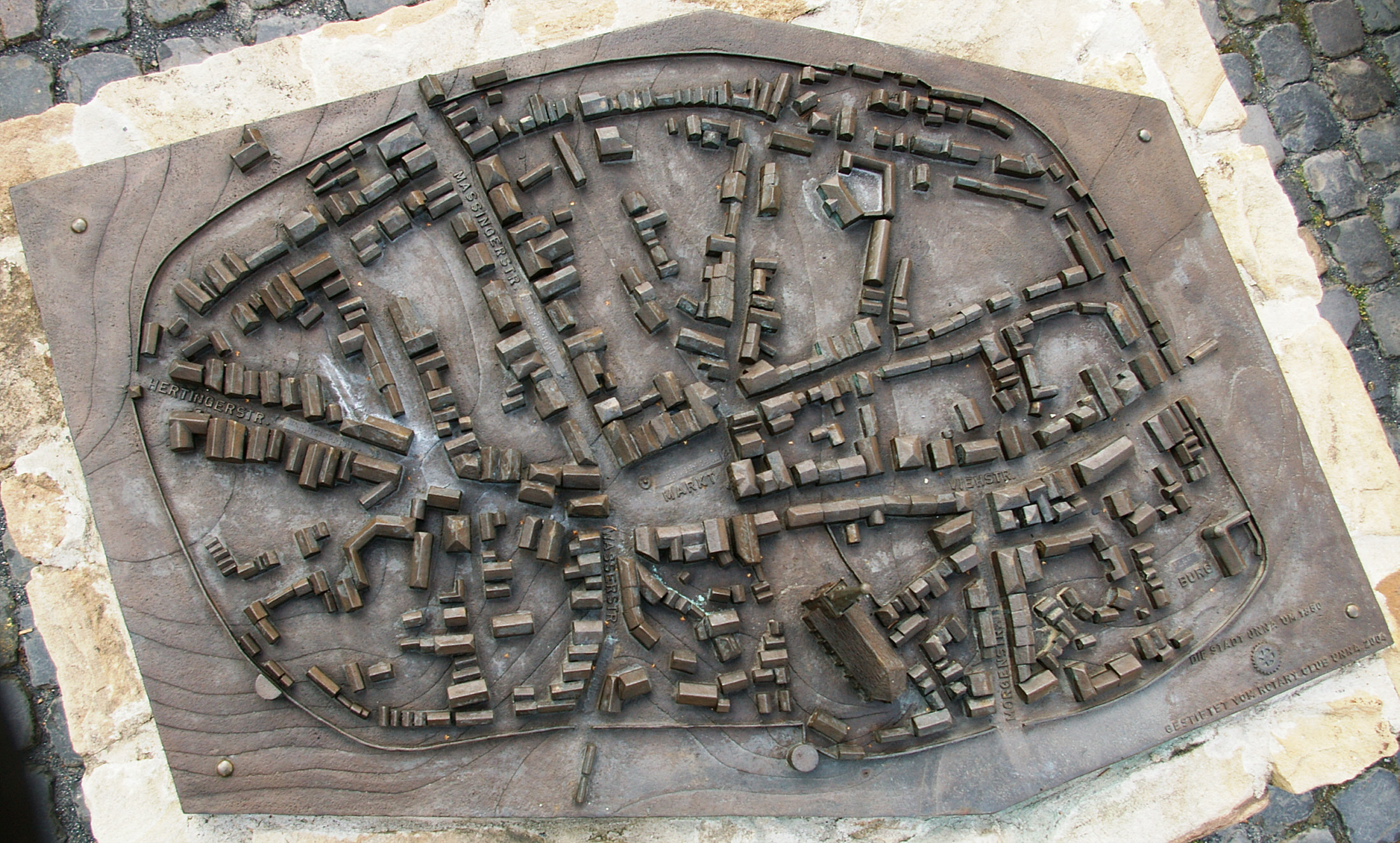
1860年のウナを象ったブロンズ・モデル

工業化は、マッセン、ビルメリヒ、リンゲブラウク、ケーニヒスボルンの石炭採掘の開始によって1870年に始まった。採掘の下請け業者、機械製造および金属加工の工場、レンガ工場、ブルワリーができた。1860年に市のガス工場が設立され、1887年/1888年にルール浄水場が建設された。
第一次世界大戦後、1920年春に短期間だけルール赤軍がウナを占領した。1927年にハム郡の郡行政機関をウナ郡に移転することが決まり、1930年の新しい郡庁舎完成後に実施された。1930年10月17日にハム郡はウナ郡に改名された。
ナチ時代、1934年にウナに親衛隊のフューラーシューレ（学校）が設けられ、その後すぐに兵舎に改築された。1937年カーメナー通りに装甲部隊のための武器庫が設けられた。この街には1933年時点で156人がユダヤ人コミュニティを形成していたが、1943年までに移住または移送された。ウナから142人のユダヤ人が、たとえばテレージエンシュタット強制収容所、ベウジェツ強制収容所、アウシュヴィッツ強制収容所などで、直接的あるいは間接的にナチの恐怖支配の犠牲ととなった。第二次世界大戦中、男性は徴兵され、フランス人、ポーランド人、南東ヨーロッパ人、ソヴィエト人が強制労働を強いられた。ソヴィエト連邦からの、いわゆる「オストアーバイター」（直訳: 東方労働者）が最下層に置かれた。その数は1944年には1790人に及んだ。これは住民の12人に1人が強制労働者であったことを意味しており、その半分が農業に、残りは鉱山、鉱業、鉄道、防空施設、私邸の建設に就かされた。彼らは、一部は農場に、一部（特に「オストアーバイター」やポーランド人）は見張り付きのバラックに収用された。強制労働の状況は、長い労働時間、わずかな報酬、みすぼらしい食事、劣悪な取り扱いを特徴とする。1943年に市の行政報告書は、逮捕してゲシュタポに引き渡した「逃亡し連絡が途絶えた外国人」416人を記述している。これは当時の強制労働者1,133人の1/3以上にあたる。戦争末の2年間には、ウナに対して何度も空襲がなされた。これは主に武器庫が軍事上重要であるみなされていたためであるが、市にも大きな被害が生じた。最初の大規模な攻撃は1944年9月19日で、1945年2月16日と28日、3月5日と23日にも大規模な攻撃が加えられた。最後の空襲は鉄道施設と真鍮工場を目標としたもので、わずか15分で113人の死者を出した。戦争最後の101日間（1945年1月1日から4月11日）に17回の攻撃が行われ、174人が亡くなり、1200軒以上の家屋が破壊され、あるいは損傷した。戦線が近くまで後退したことによりウナは、野戦病院の街となった。この街は戦闘のないまま敵に引き渡されるはずであった。最後の瞬間に負傷者がヘーマーに移送された後、市の周辺で数日に及ぶ戦闘が行われた。戦闘は1945年4月11日にアメリカ軍第95歩兵師団が東から侵攻してきたことで終結した。連合国軍はルール地方を南北から包囲して「ルール・ポケット」を形成して、東から攻撃を加えたのであった。それでもウナは戦争の最終段階において比較的幸運であったと言える。
戦後ウナは、1950年1月1日までに約2,260人の難民や追放された人々を受け容れた。プロイセン王国の消滅後、ウナは1947年に新しく創設されたノルトライン＝ヴェストファーレン州の一部となった。かつてのSS-兵舎は1956年4月までベルギー軍の兵舎として利用された。その後連邦国境警備隊エシュヴェーゲ部隊がここに入居した。ウナは、1956年に初めて人口3万人を超えた。
1960年代のルール地方の構造的危機の際に坑道施設が閉鎖されたことで、採鉱を主とする発展は終了した。これ以後この街は、サービス業の中心地へと変化していった。

### 市町村合併
1968年1月1日、ウナ郡新設に関する法律でそれまで独立した町村であったアフェルデ、ビルメリヒ、ヘンメルデ、ケッセビューレン、リューネルン、マッセン（1911年にニーダーマッセンとオーバーマッセンが合併して形成された）、ミュールハウゼン、ジッディングハウゼン、シュトックム、エルツェン、ヴェストヘンメルデがウナ市と合併した。それ以前のアムト・ウナ＝カーメンは廃止された。

## 住民

### 人口推移

17世紀以降のウナの人口推移

19世紀の初めまでウナは人口数千人の街であった。人口は時代とともにゆっくりと増加し、数多くの戦争、疫病、飢饉により繰り返し減少した。1597年に流行したペストで人口は2500人から1400人にまで減少した。三十年戦争でも人口は大きく減少した。工業化の開始によって初めて人口増加が加速した。1818年にこの街には2,400人が住んでいたが、1900年にはすでに15,000人にまで増加した。この数は1956年までに2倍の3万人となった。
1968年1月1日の合併によって人口は18,000人から5万人まで増加した。2000年の人口は71,375人と、史上最大となった。ノルトライン＝ヴェストファーレン州データ管理・統計局の研究結果に基づく2010年12月31日のウナの人口は、66,502人（ウナを主たる住所地とする者のみの人口）であった。人口調査「Zensus 2011」による2011年末時点の人口は59,149人で、上記の公式な人口と7,000人以上、11 % の大きな違いがあった。ウナ市は人口調査の結果に疑念を抱いており、ノルトライン＝ヴェストファーレン州の他のいくつかの市とともに Zensus 2011 に基づく人口調査結果に対して訴訟を起こしている。この大きな人口の減少分については、他にも説明のつかないパラメータが必要であるが、ウナ＝マッセン難民収容所での流入/流出やドイツ連邦軍ウナ駐屯地（他の駐屯地への異動による増減）が影響していることが考えられる。連邦憲法裁判所は、Zensus 2011の方法論を確認し、これに基づいてウナ市の訴えを棄却した。
2013年の人口として発表された数字は58,856人で、IT.NRW が2025年のウナの人口として予測した数値 64,412人をすでに5,556人も下回っている。
バーテルスマン財団は2009年の研究で、ウナの人口は当時の約67,000人から2030年には約44,000人にまで減少すると予測した。この減少は23,000人（あるいは年間1,000人）、減少率 34 % にあたる。こうした劇的な減少は、ウナに対してのみ予測された。これに対してルール地方の他の都市では、同じ期間の人口減少率は平均 5 % から 10 % と予測された。
新たな予測では、ウナにとって引き続き深刻な違いが示された。Zensus 2011に基づく IT.NRW によれば、2030年の人口は63,513人と予測されている。一方、バーテルスマン財団が2015年7月に予測した2030年の人口は54,250人で、約1万人の違いがある。2009年のバーテルスマン財団研究による予測値である約44,000人までの人口減少は起こらないと予測された。

### 人口統計
Wegweiser-Kommune が公開している人口統計、社会統合、社会学分野のデータによれば、ウナの数値は以下の通りである。
- 18再未満の比率: 16.4 %（2019年現在）
- 65歳以上の比率: 23.7 %（2019年現在）
- 外国人の比率: 9.2 %（2019年現在）
- 失業率（労働人口（15歳から64歳）に占める失業者の割合）: 4.9 %（2019年現在）

## 行政

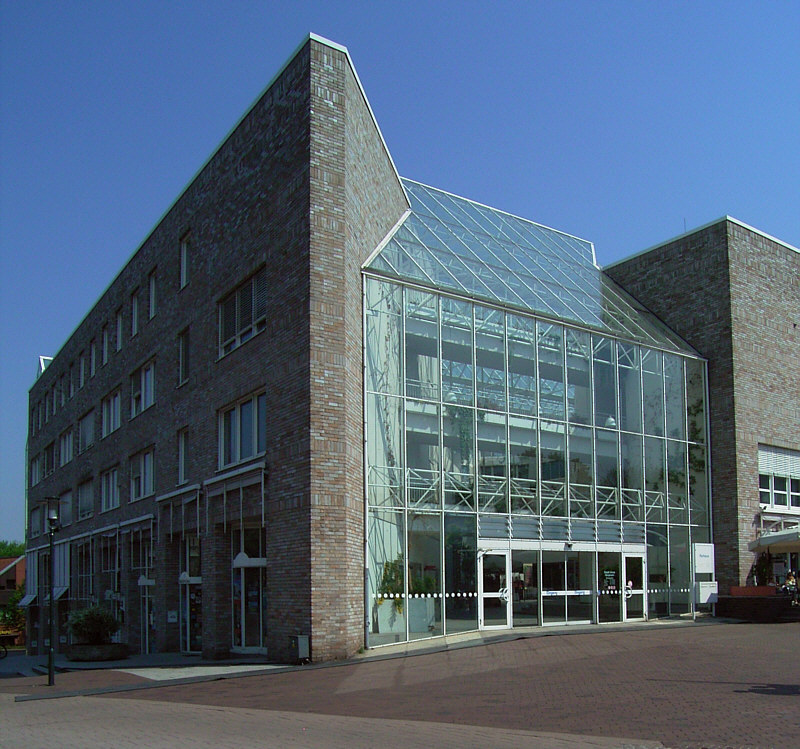
ウナ市庁舎

### 議会
ウナの市議会は48議席で構成される。

### 首長
第二次世界大戦後の首長を列記する。
- 1945年 - 1946年: ヴィルヘルム・ニーマン
- 1946年 - 1948年: ヨーゼフ・シュトレトホフ (SPD)
- 1948年 - 1952年: リヒャルト・シュラーダー (CDU)
- 1952年 - 1954年: ヴィルコ・フライヘル・フォン・ヴィッツィンゲローデ (FDP)
- 1954年 - 1954年: ヨーゼフ・フィッシャー (CDU)
- 1954年 - 1958年: エミール・ラッシェ (SPD)[27]
- 1958年 - 1959年: ヨーゼフ・シュトレトホフ (SPD)（1959年2月27日の市長選挙までの暫定委任）
- 1959年 - 1984年: エーリヒ・ゲプフェルト (SPD)
- 1984年 - 1999年: ヴィルヘルム・デアデルマン (SPD)
- 1999年 - 2004年: フォルカー W. ヴァイトナー (CDU)
- 2004年 - 2020年: ヴェルナー・コルター (SPD)
- 2020年 - : ディルク・ヴィーガント (CDU)

### 紋章、旗、印章
ウナ市は、1967年11月13日付けのノルトライン＝ヴェストファーレン州内務省の文書により紋章の使用を許可された。
図柄: 銀（白）地に赤い都市防衛施設。中央に尖塔型屋根を戴く楼門があり、壁と屋根付き通路で両側の胸壁を戴いたやや低い塔と結ばれている。楼門の上階には両側に、赤い旗竿に掲げられた旗が取り付けられている。旗は金（黄色）地に3層4列の赤-銀（白）の市松模様の帯が描かれている。
旗: 旗は赤と白で、市の紋章が掲げられている。
ウナ市は市の紋章が描かれた印章を使用している。

### 姉妹都市
ウナは以下の都市と姉妹都市関係にある
- ワールウェイク（オランダ語版、英語版）（オランダ、北ブラバント州）1968年
- パレゾー（フランス、エソンヌ県）1969年
- エンキルヒ（ドイツ語版、英語版）（ドイツ、ラインラント＝プファルツ州）1969年
- デーベルン（ドイツ語版、英語版）（ドイツ、ザクセン州）1989年
- アイカ（ハンガリー、ヴェスプレーム県）1990年
- ピサ（イタリア、トスカーナ州）1996年

この他に郡庁所在地ウナ市は、ウナに駐屯するドイツ連邦軍第7輸送大隊とパートナー関係を結んでいる。

## 文化と見所

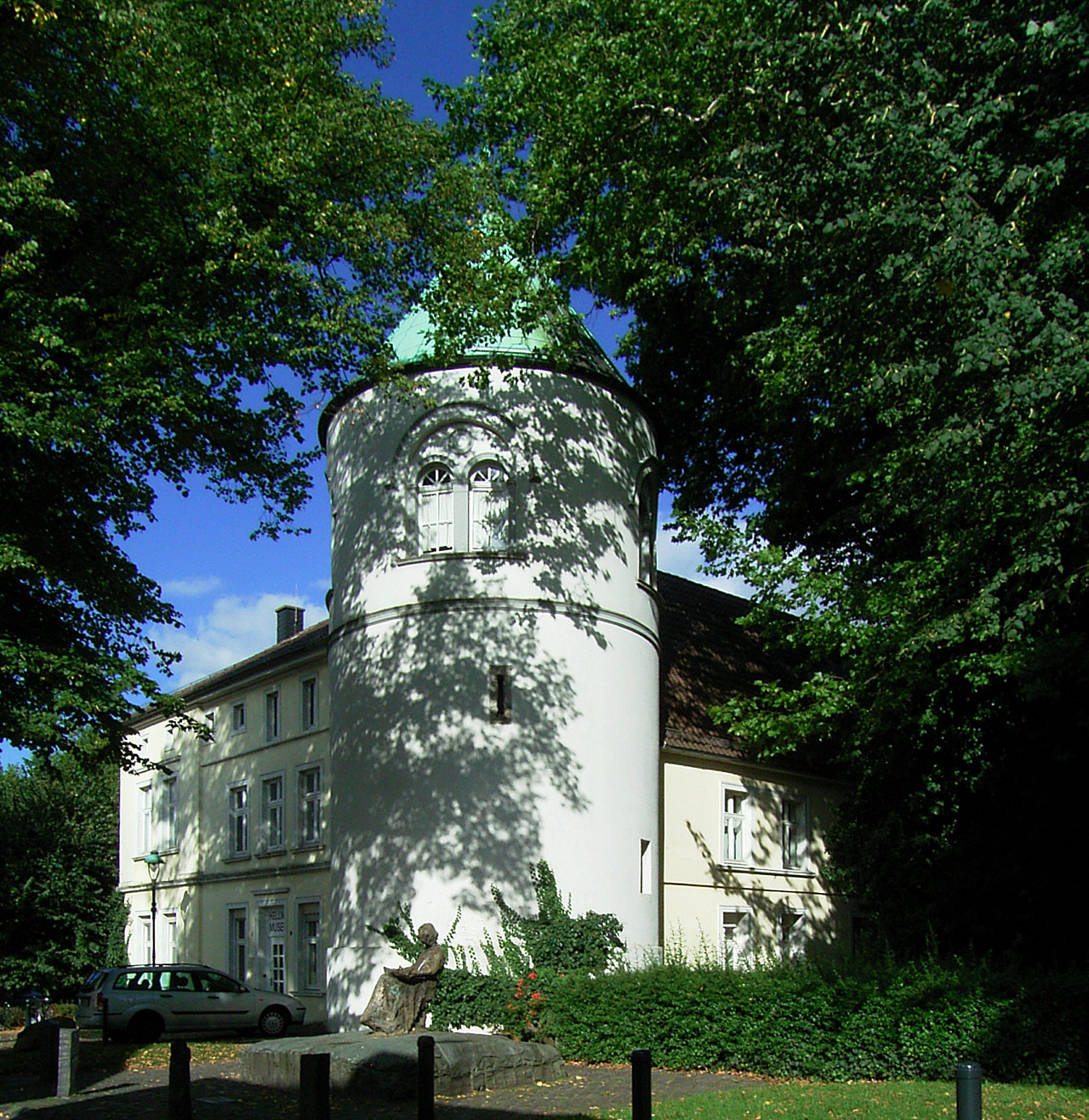
ヘルヴェーク博物館が入居しているウナ城

### 博物館
ウナ城は1936年からヘルヴェーク博物館の所在地となっている。ケッセビューレン地区には、この地で晩年を過ごし活動した画家で彫刻家のエルンスト・オルデンブルクの作品を展示したエルンスト＝オルデンブルク＝ハウスがある。ホルスト・ヘーファースはショトックムで私立鉱山博物館「フレーリヘ・モルゲンゾネ」を運営している。ここでは、ルール地方東部の鉱山史と20世紀前半の坑夫の生活を具体的に概観することができる。
ウナ芸術協会は1968年に、ルール地方やヨーロッパ諸国の芸術家による現代芸術の展示を始めた。この展覧会は1970年代半ばまでこの地域の芸術シーンの文化的中心であった。

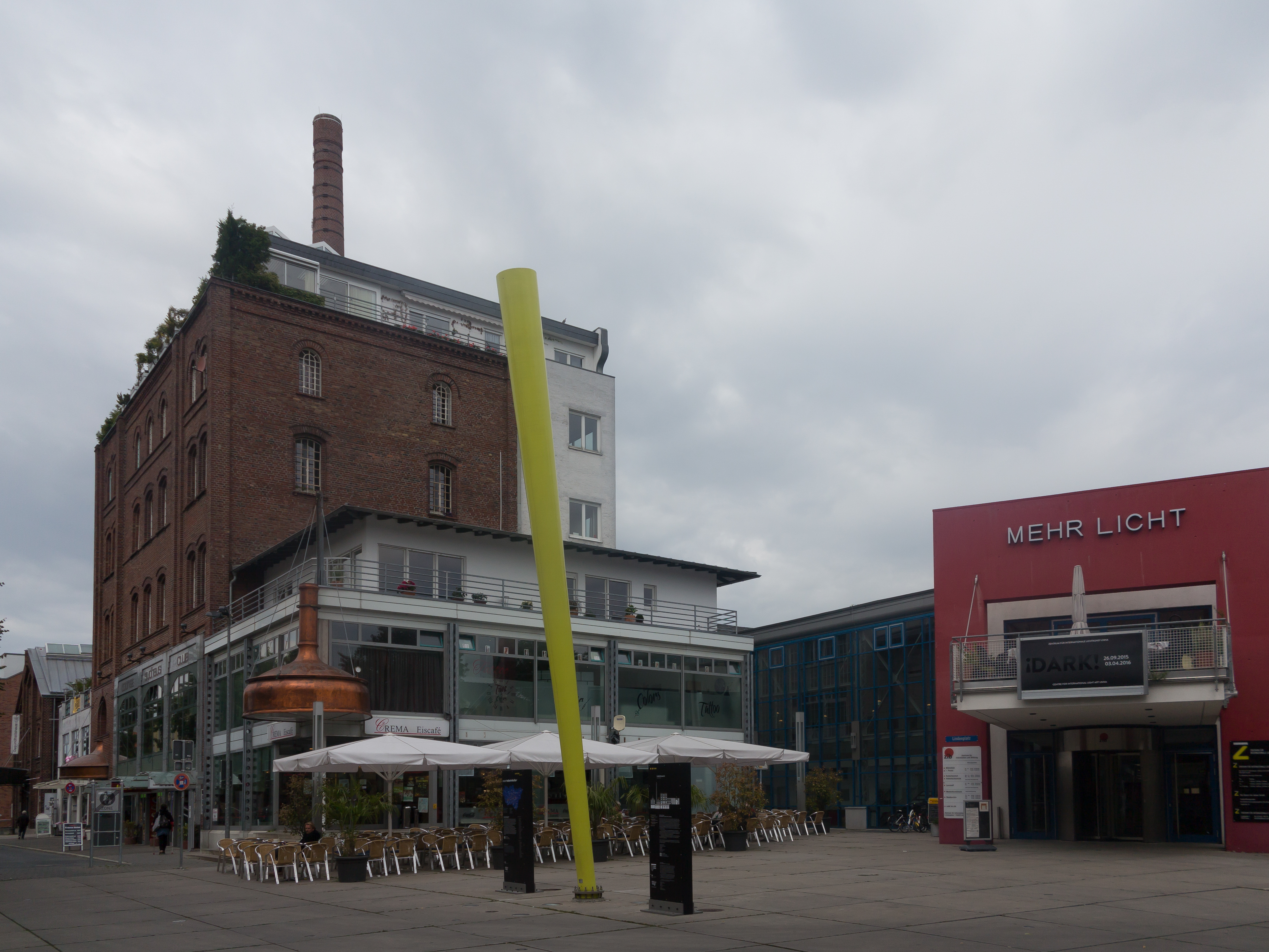
国際光の芸術センター

### 光の芸術
ウナの旧リンデンブラウエライ（ブルワリー）の跡地に2001年5月に国際光の芸術センターがオープンした。ウナ市では2002年から文化プロジェクト「ヘルヴェーク - 光の道」を主催している。

### 教会

#### 福音主義市教会
福音主義市教会は1322年から建設が行われた後期ゴシック様式のハレンキルヒェである。内陣の礎石は1389年に据えられた。完成は1396年と言われている。塔は15世紀に建設された。塔の屋根は落雷により破壊された後、ケルンの聖堂建設者エルンスト・フリードリヒ・ツヴィルナーの設計に基づき1863年に新たに造られた。この教会は1596年から1601年まで歌曲の作詞家フィリップ・ニコライの職場であった。市教会にはかつて1501年に建設されたマリエン礼拝堂があったが、19世紀初めに取り壊された。ウナにはルター派市教会の他に改革派の施療教会があったが、ルター派と改革派の統合後売却され、後に取り壊された。

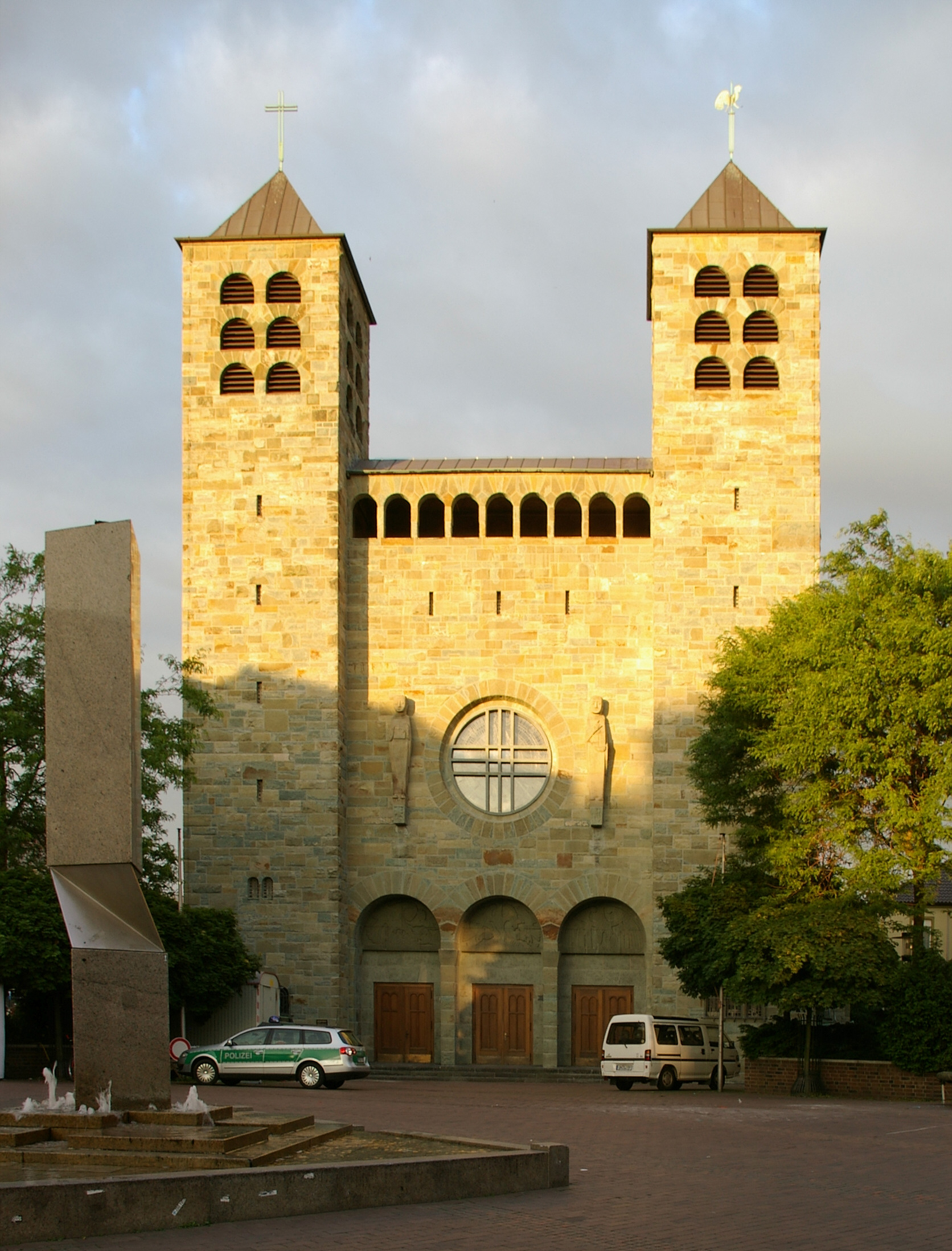
カトリックの聖カタリナ教会

#### カトリックの聖カタリナ教区教会
ウナは16世紀後半に福音主義に転じたため、カトリック教会は17世紀末頃にやっと再興された。1672年のブランデンブルク選帝侯とプファルツ＝ノイブルク公との和議により、現在のクロスター通りの修道院礼拝堂がカトリック教会に与えられた。この礼拝堂は1468年に建設されたもので、アレクサンドリアのカタリナにちなんで命名された。この礼拝堂は1683年から1848年までカトリックの教区教会として利用された。その後は1938年11月9日の排斥運動（水晶の夜）までウナのシナゴーグとなっていた。現在は印刷所が入居している。2つめのカトリックの教会堂は、現在の教会の南西、後のバーンホーフ通りに建設された。この教会堂は1900年頃にはすでに、信者の急速な増加のために手狭になった。1933年までに新しい教会の計画が立案された。
市の中心部の北端にドルトムントの建築家フレールスとコナートの設計に基づき、1933年から1934年に2つの塔を持つネオロマネスク様式の教会が建設された。鉄筋コンクリートの簡素な壁は緑色を帯びたアンレヒター・ドロマイトのファサードで装飾されている。定礎は1933年11月26日に行われた。1934年10月7日にパーダーボルン大司教カスパー・クラインによって聖別された。西の入口上に据えられた2体の大きな像は彫刻家ヨーゼフ・バロンの作品で、聖ボニファティウスとペトルス・カニシウスの像である。南の塔には、7人の芸術家によるレリーフ「ウナのロバ」が掲げられている。
2002年に大規模な修復が行われ、これに伴い内部の改築も新たに計画された。建築の明確な特徴は維持され、内部の雰囲気は改善された。トーマス・ケッセラーの監督下で調度に関連性がもたらされ、補填し合うというコンセプトが導入された。

#### ケーニヒスボルンのクリストゥス教会

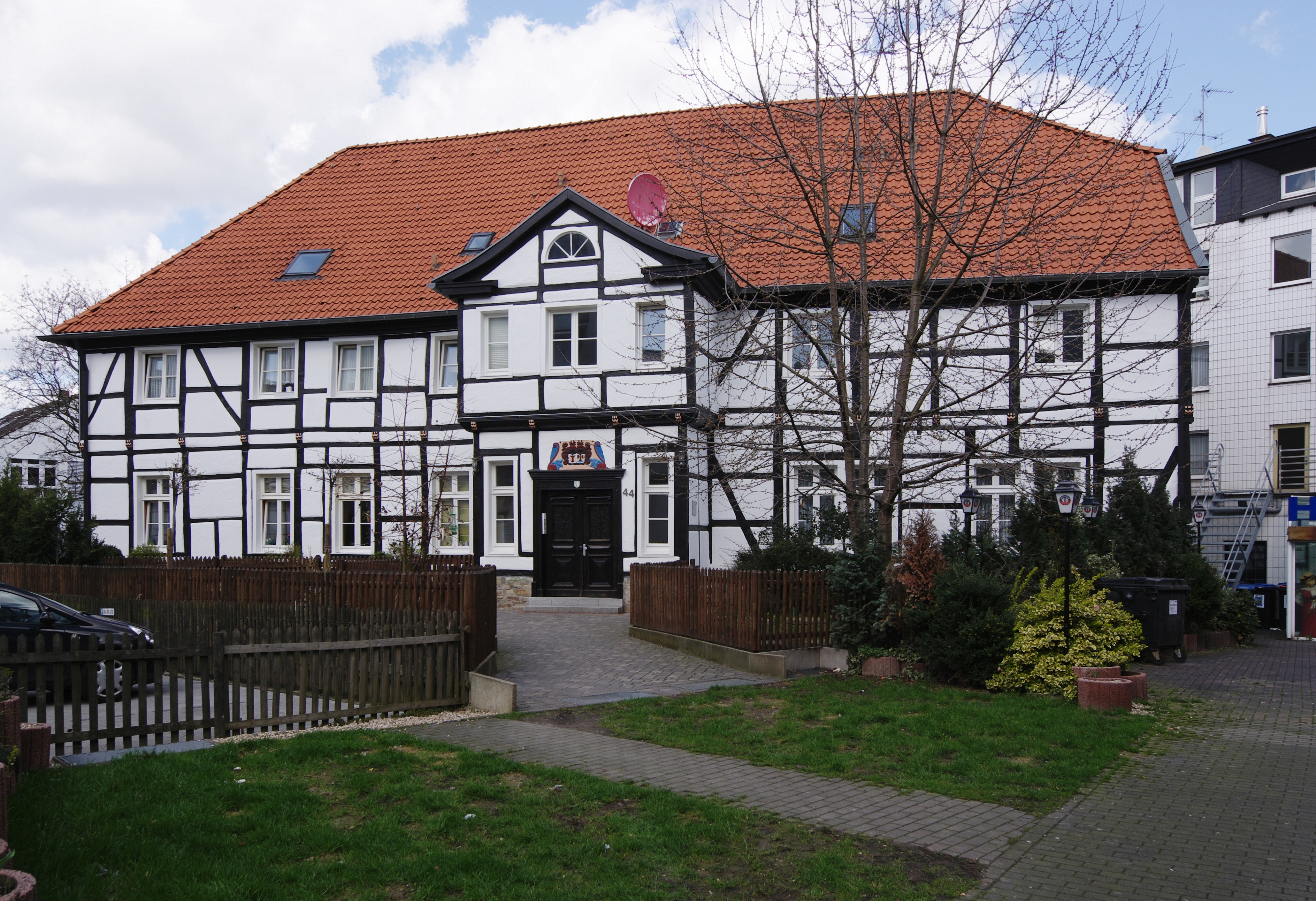
クロスター通り44番地のラーレンベックス・ホーフ

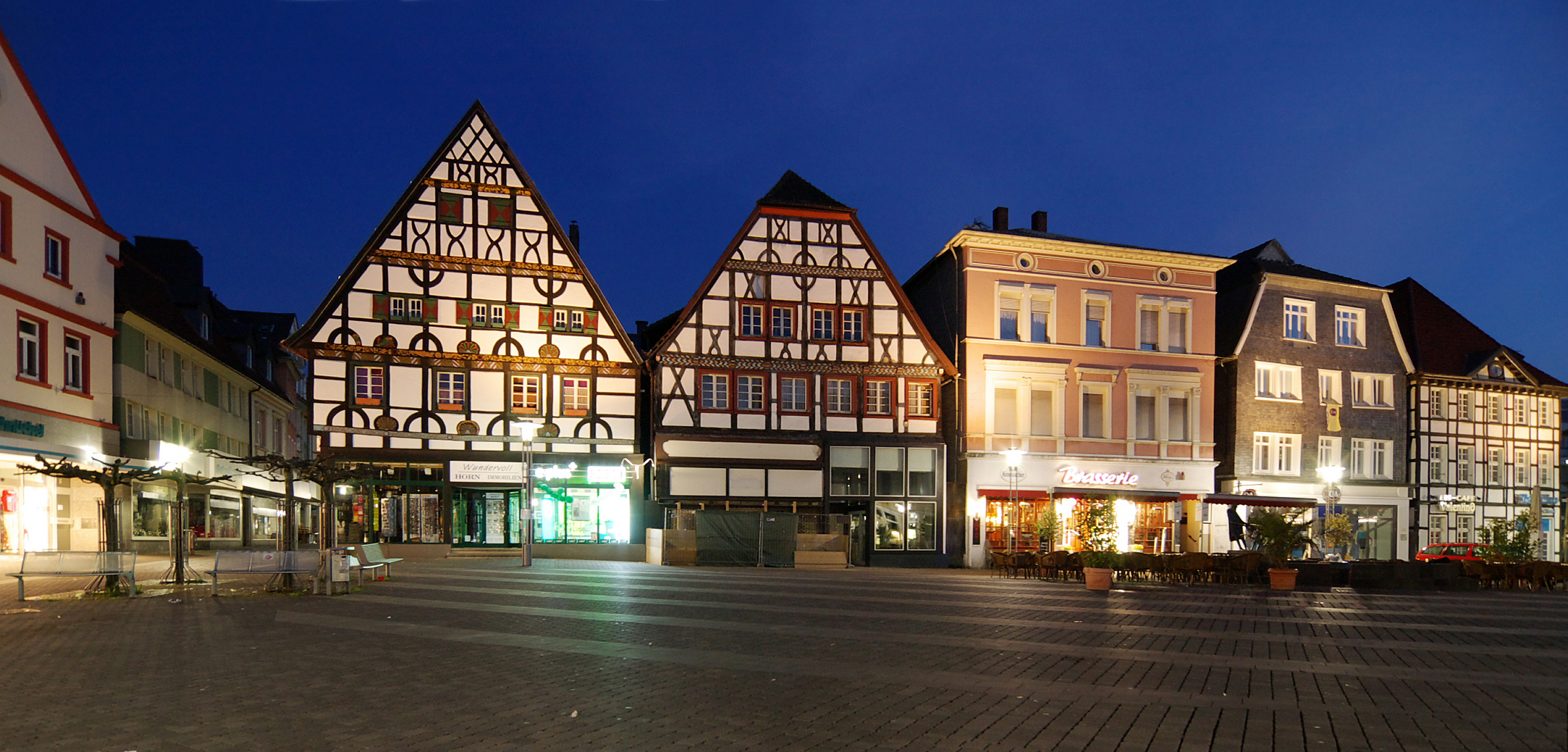
ウナのマルクト広場沿いの建築。マルクト10番地から14番地が正面に見える

ケーニヒスボルン市区の福音主義クリストゥス教会は、1904年から1905年にユーゲントシュティールの影響を受けたネオロマネスク様式で建設されたザールキルヒェである。

### その他の建築文化財
- 旧アウグスチノ会女子修道院は、1459年に創設された。かつての教会の建物は完全に改築されて、現在は世俗化されている。
- マルクト広場の旧市庁舎は1833年に建造された古典主義様式の3階建て漆喰塗り建築である。この建物は1925年のアーケード増築により大きく改築された。
- クロスター通り44番地のラーレンベックス・ホーフは、中世の基礎の上に17世紀に新たに建設された3階建ての木組み建築である。この建物は、ウナで最も美しい木組み建築とされており、1657年からブラウトヴァイン台帳に記されている。入口の上に二重紋章が掲げられている[40][41]。
- 家屋: 旧市街には16世紀から19世紀に建設された木組み建築が数多く存在するが、漆喰が塗られたり、商店に改築された建物も多い。主な木組み建築を列記する。
  - ギュールテル通り19番地。1577年に建設されたフェッヒャーロゼッテ[訳註 1]で装飾されたこの3階建ての建物は、19世紀の大火で焼失した近隣家屋の最後の遺構である。
  - ヘルティンガー通り32番地。自然石の基壇を持つ3階建てのこの建物は、おそらく1550年から1600年の間に建てられた。
  - マルクト10番地。湾曲したフスバント（木組み建築の部材）を持ち、部分的にフェッヒャーロゼッテが彫り込まれたこの建物は16世紀末に建設された。
  - マルクト11番地。半寄棟屋根と聖アンデレ十字の装飾を有する17世紀建造の建物。
  - マルクト14番地。19世紀建造の古典主義様式の民家。元は漆喰が塗られていた。
  - マッセナー通り19番地。漆喰が塗られた木組み建築。おそらく19世紀に建設された。
  - マッセナー通り24番地。1587年に存在が確認されている3階建て建物。1階と破風は改築されている。
- 防衛施設の遺構は、特に旧市街の東側に大きな部分が遺されている。ジュートヴァル沿いに、1475年に建設されたオイレン塔（フクロウの塔）がある。この名称は、19世紀に低地ドイツ語の „Ölckenthurm“ を誤って翻訳したことによる。この語は実際は「イタチの塔」を意味する。元々の屋根と塔の上層部分は1856年に取り壊された。
- 市壁の近くにあるウナ城にはヘルヴェーク博物館が入居している。
- ユルツェンには、1343年に初めて記録されている水城ハイデ館があったが、1966年に取り壊された。水堀の一部と珍しい木立が遺されている。1986年からボーデンデンクマール（直訳: 土地の文化財）として保護下に置かれている。ここには重要な人物、特にボーデルシュヴィング家が住み、19世紀にはハイデは彼らの「本来の中心地」となっていた。
- ヴェストヘンメルデ館

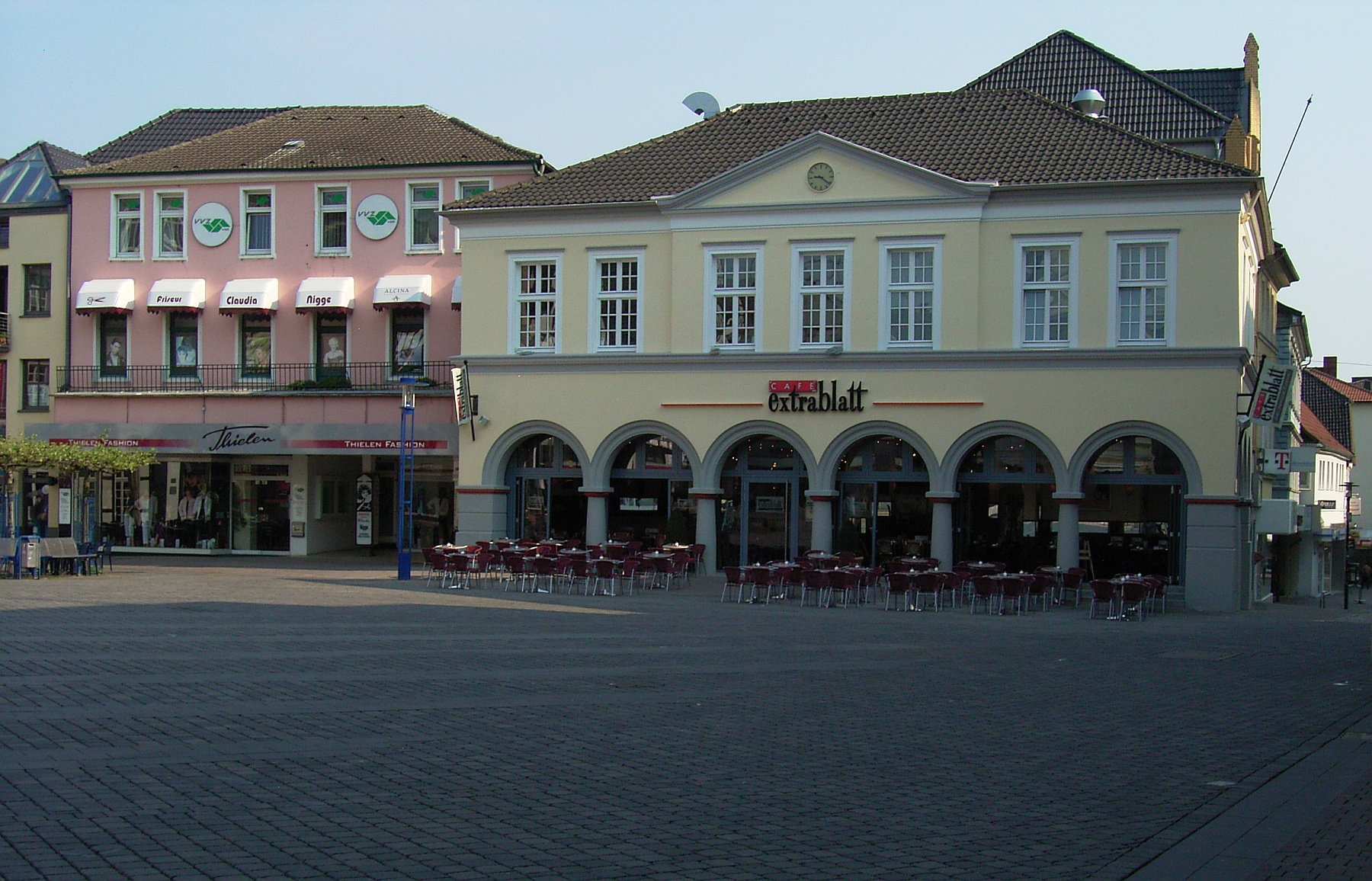
マルクト広場に面した旧市庁舎（右の黄色い建物）
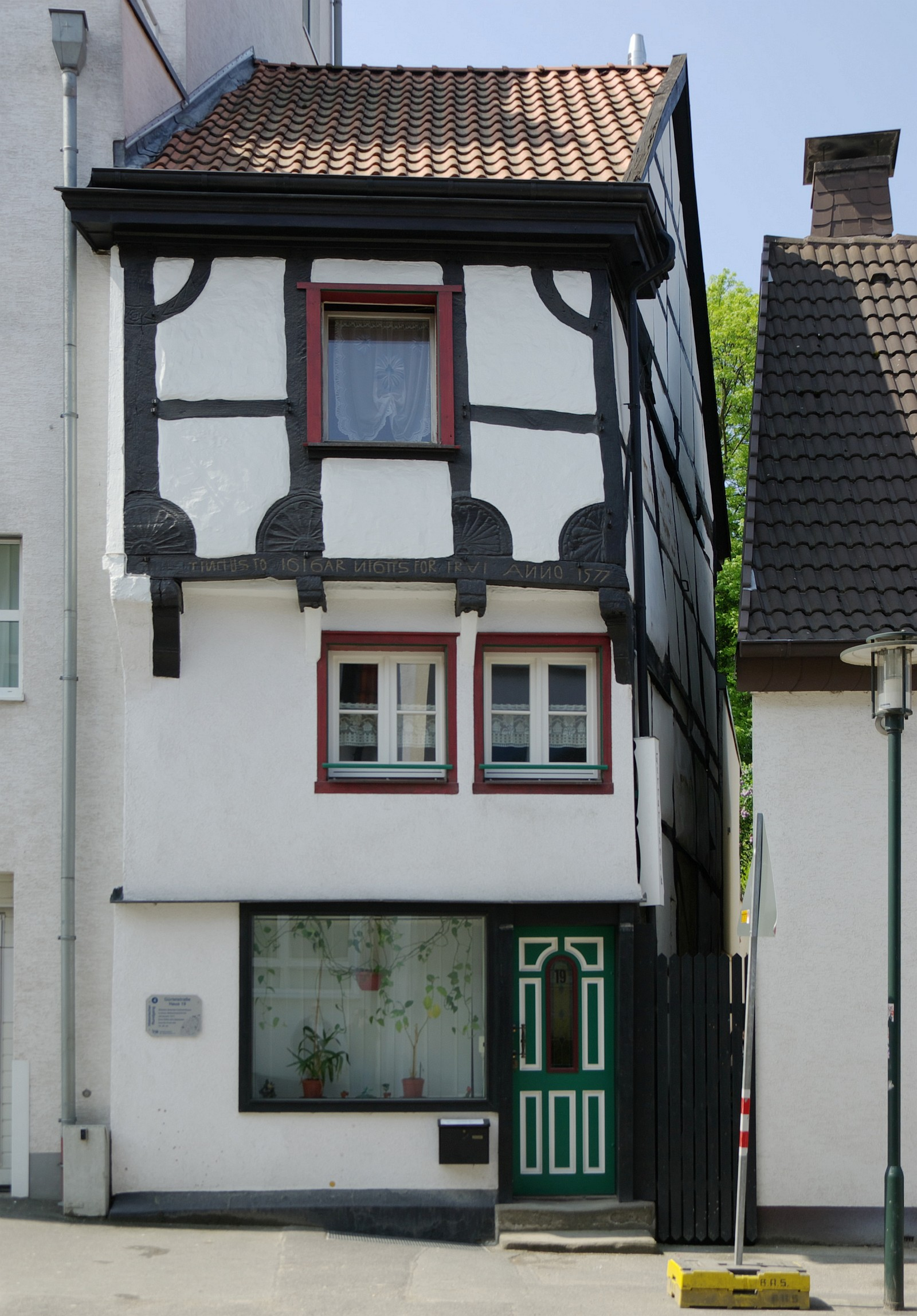
ギュールテル通り19番地
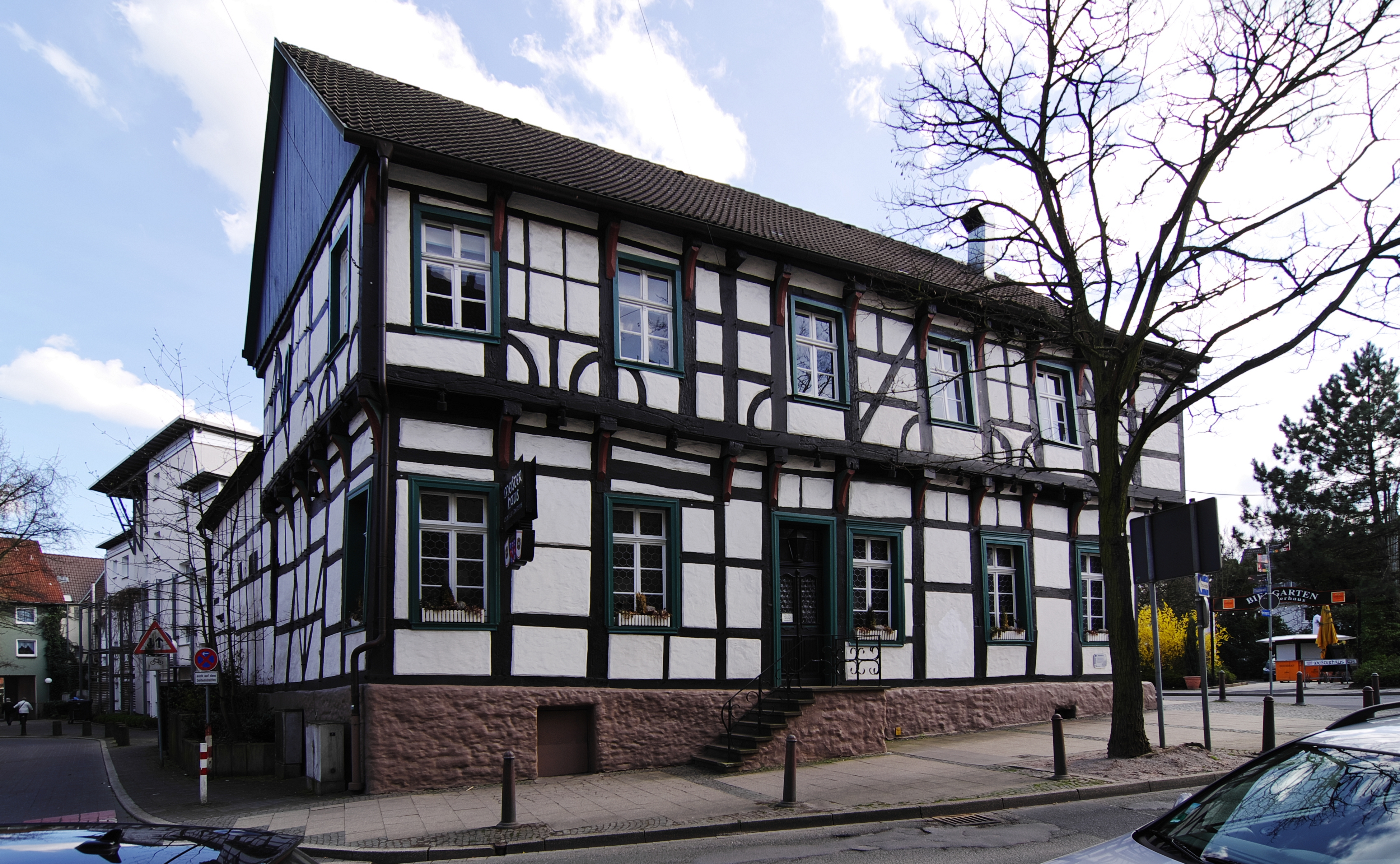
ヘルティンガー通り32番地
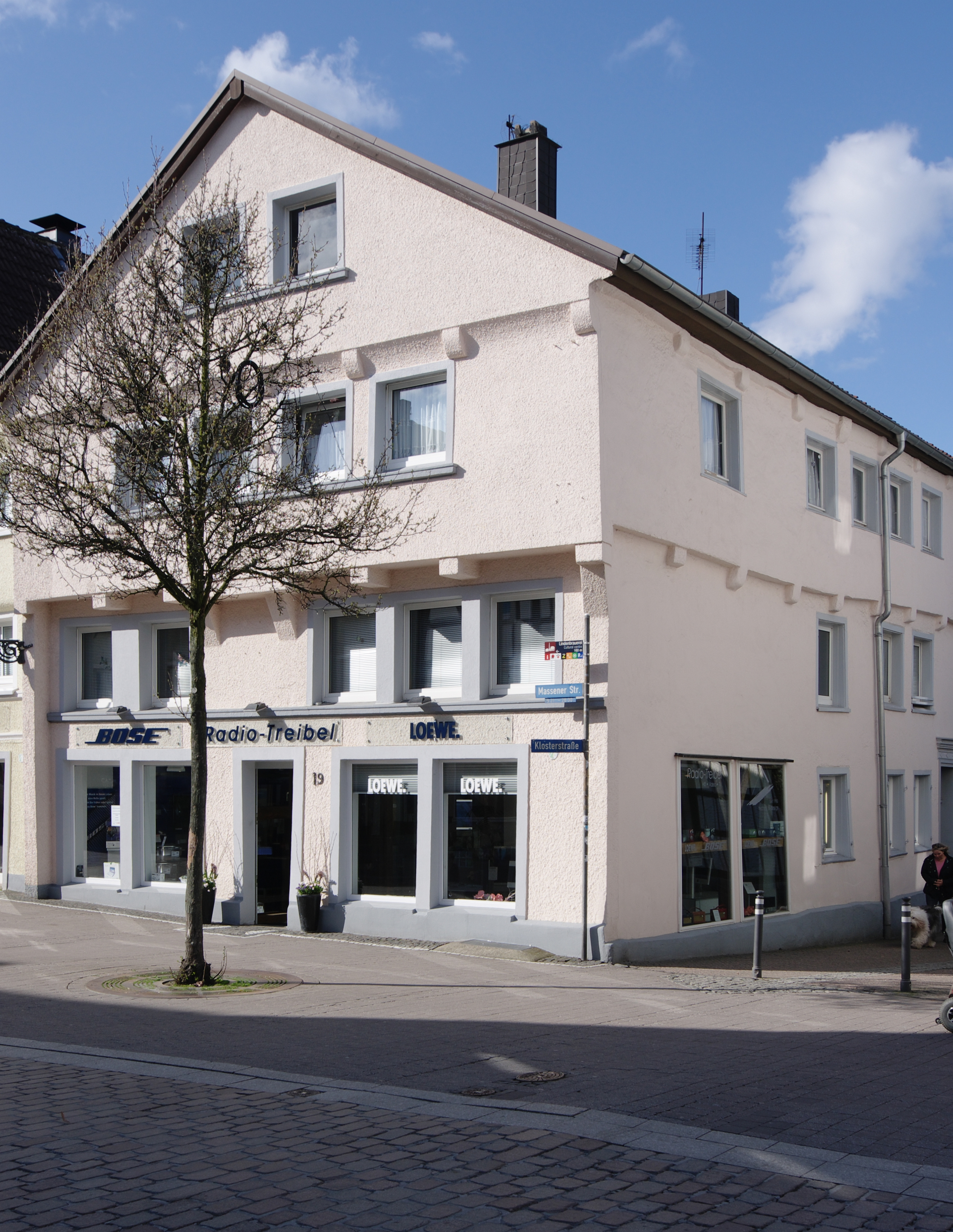
マッセナー通り19番地
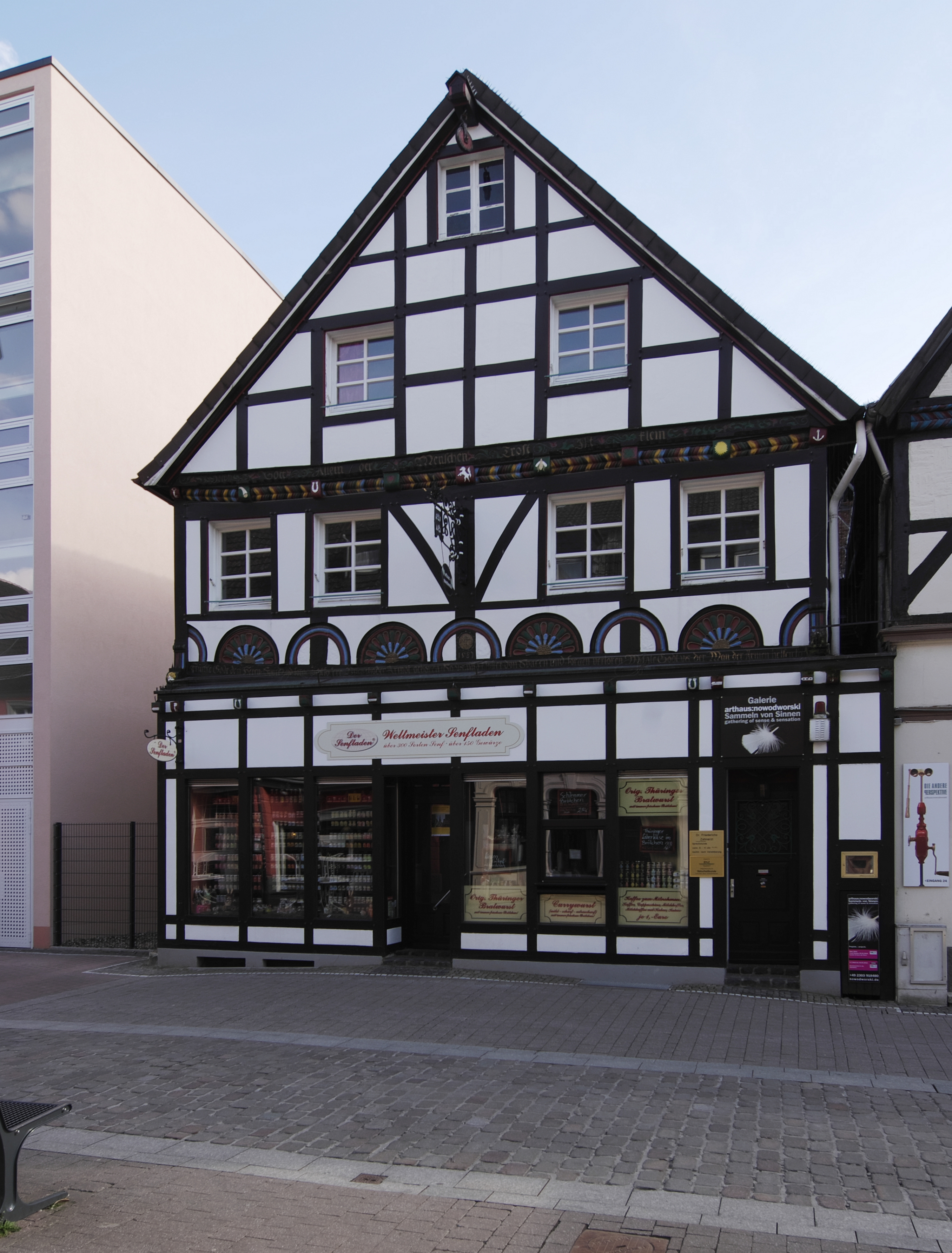
マッセナー通り24番地
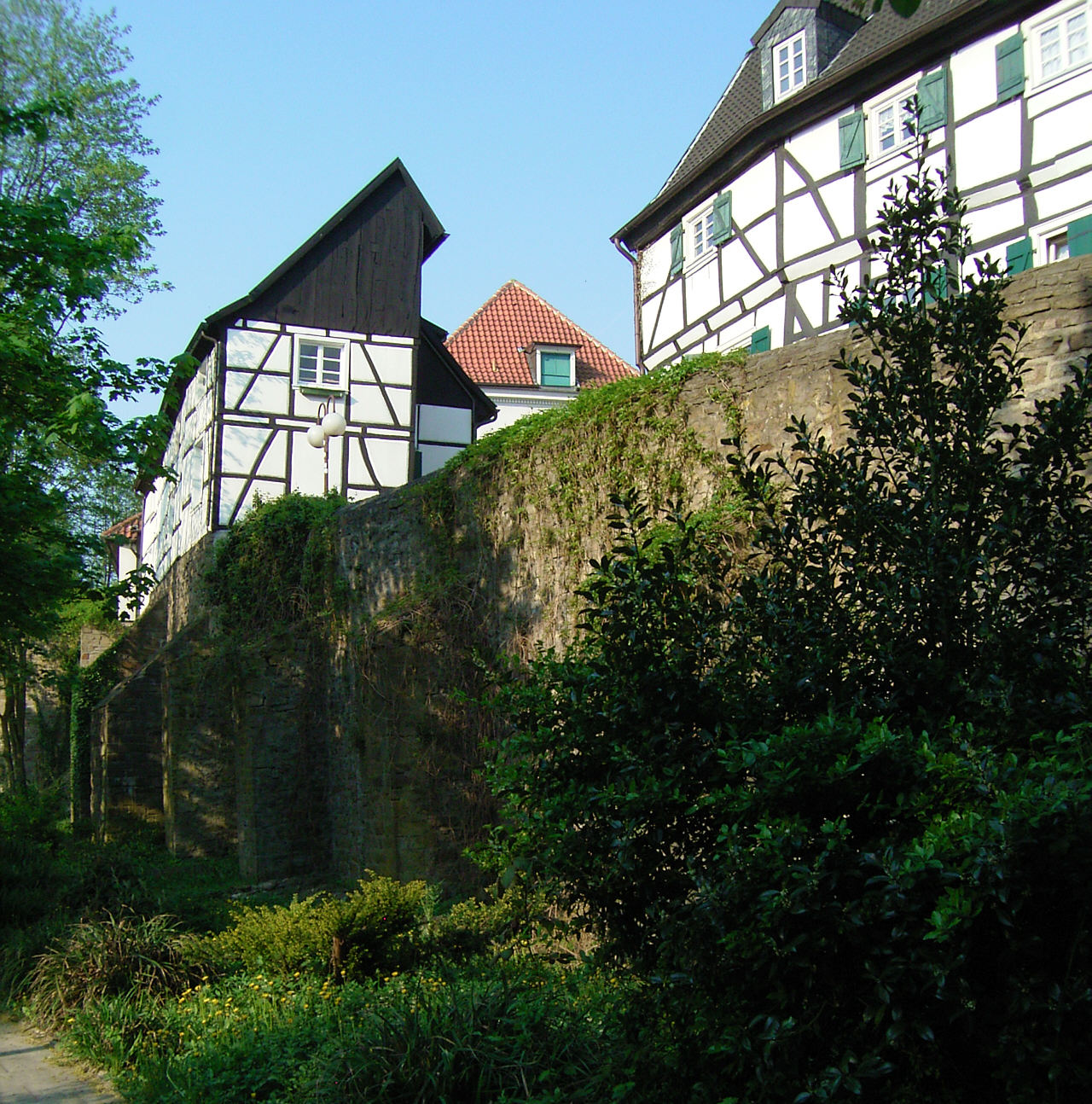
オストリング付近のウナの市壁の遺構
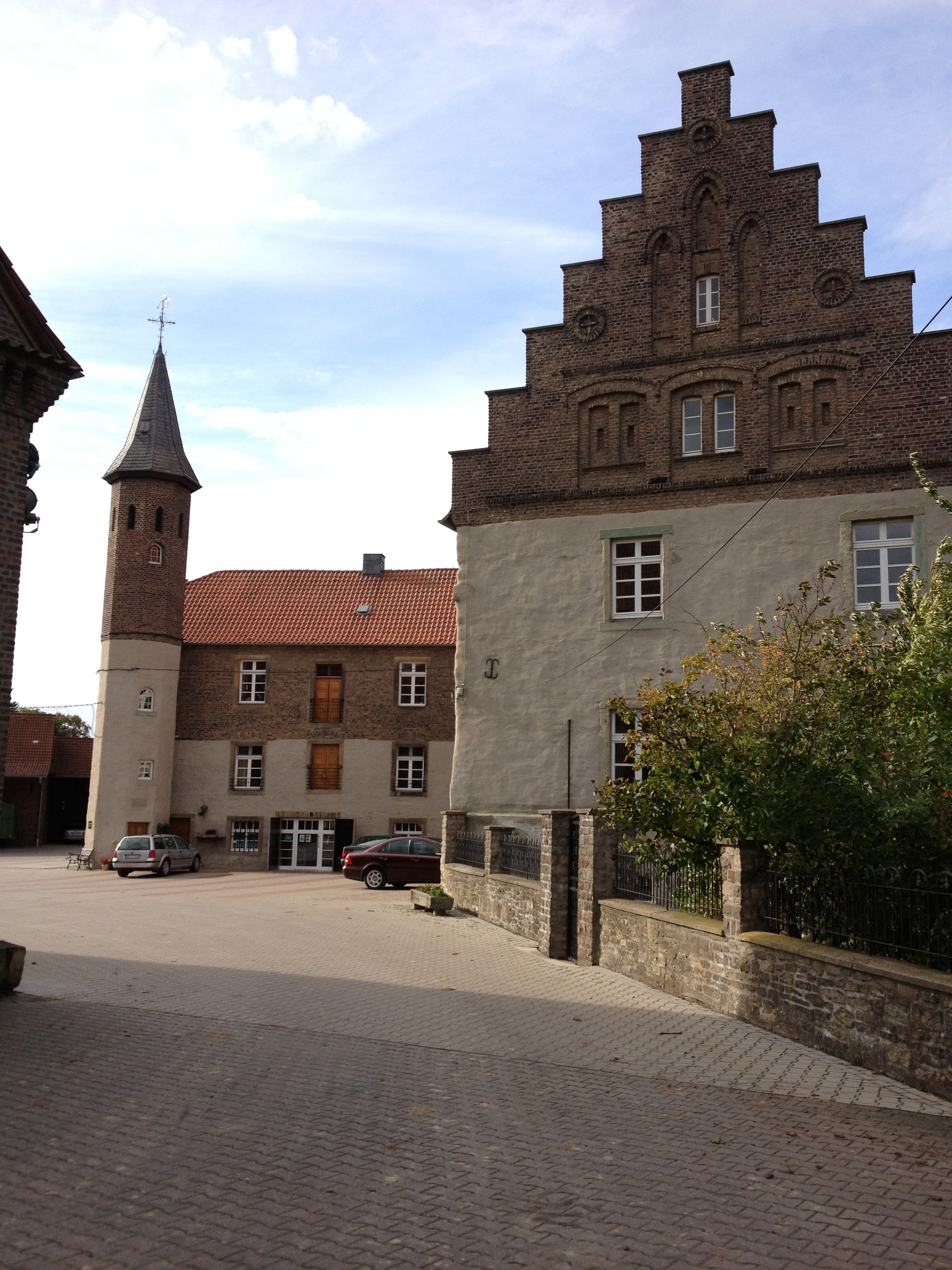
ヴェストヘンメルデ館

### ウナの泉

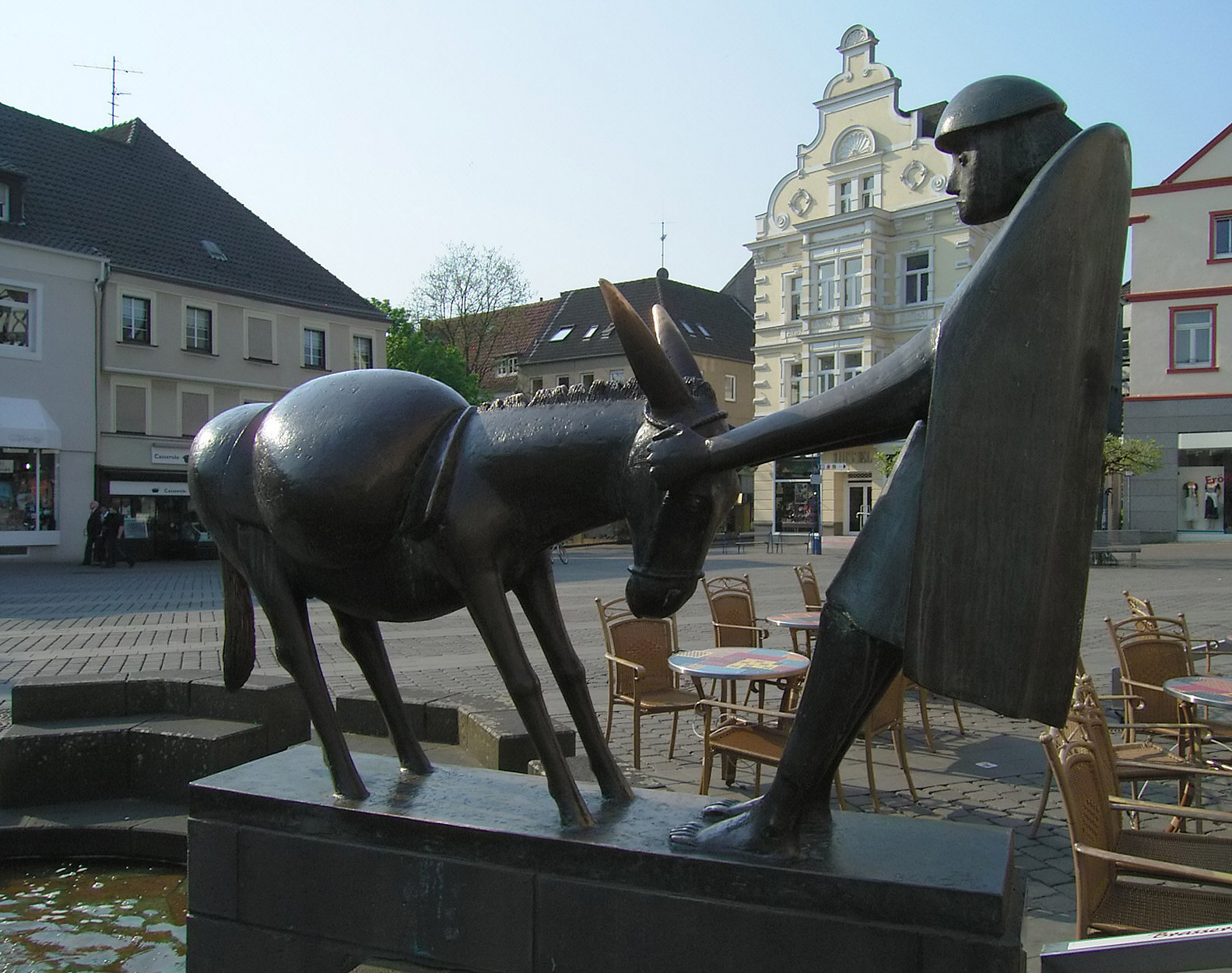
エーゼルブルネン（ロバの泉）

#### エーゼルブルネン
エーゼルブルネン（ロバの泉）は、1978年に古い市場の泉に替えて、ヨーゼフ・バロンの設計に基づき制作された。ロバは元々の意味の象徴ではなく、ウナを象徴する像として用いられている。これは19世紀にヴェストファーレンで広く普及していた街の人々に対する呼び名に由来している。低地ドイツ語で、たとえば隣のカーメンの人は「Kömsche Bleier」、この街の人は「Iasel Unna」と呼ばれていた。こうした伝統を踏まえて、1924年にマルクト広場の市庁舎前にロバの像が公式に造られた。1934年に新たに建設されたカタリーネン教会の塔にレリーフが設けられた。これはカトリック教会組織と国家社会主義の行政当局との間における論争を象徴していた。1954年に創られた市立公園の像（やはりヨーゼフ・バロンの作品）、この泉、さらに2009年の「動物のパレード」もこの伝統をウナに根付かせている。

#### 「ヴァッサーシュタウ」
ウナ・アルミニウム工場 AG は1989年に創業75周年を祝い、市にハンス＝オイゼアウ・カルクマンが制作した「ヴァッサースカルプチャー」を寄贈した。この彫刻家は研修生との4ヶ月間の「コンタクト＝クンスト＝アクティオーン」（直訳: 触れる芸術活動）でこの作品を制作した。この作品は、ここで暗渠となっているコールテルバッハを暗示している。この像は、内市街環状路のかつて水道塔があった場所に設置されている。ヴァッサー通り（直訳だと「水路」）という名前もこれを想起させる。

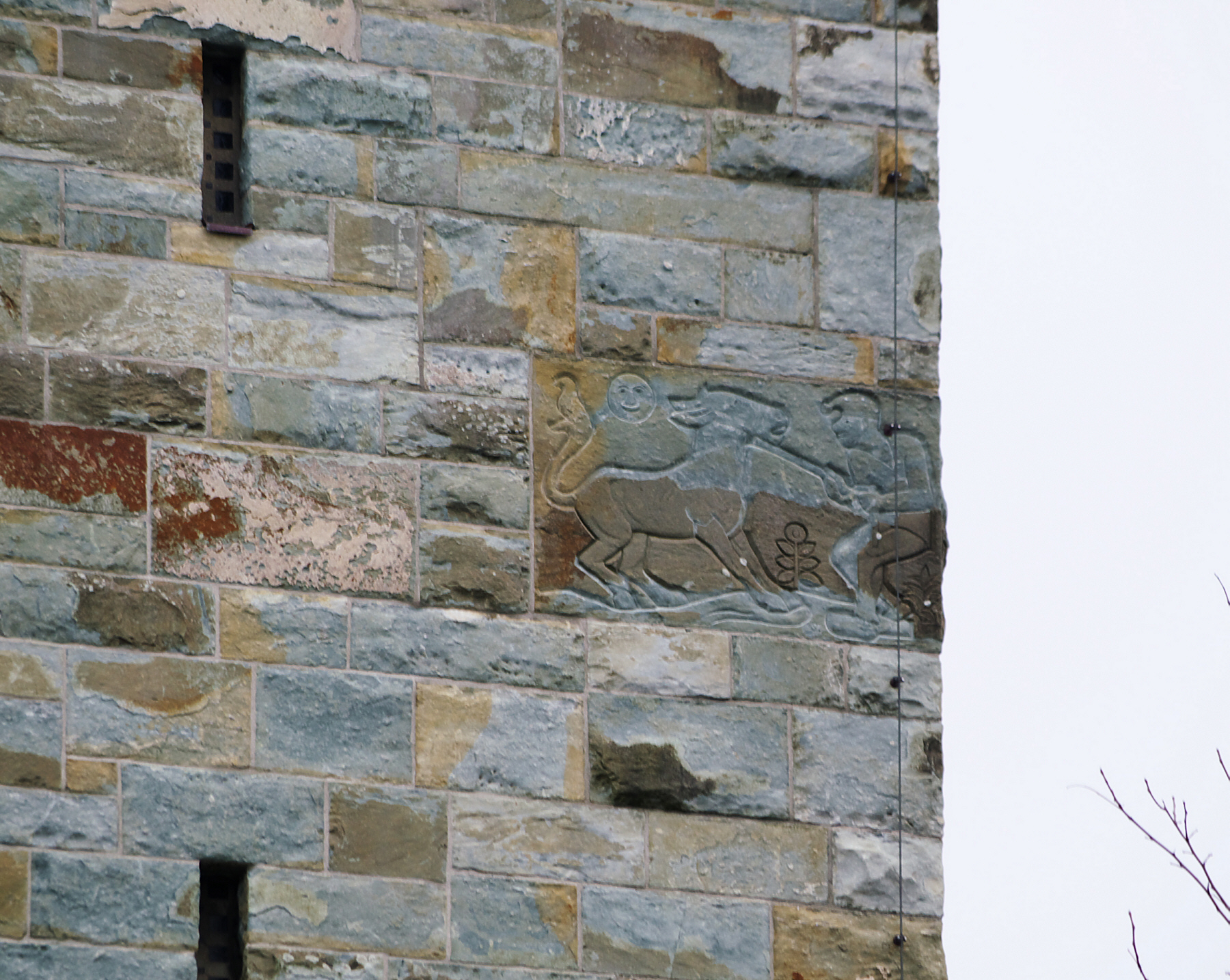
聖カタリーネン教会の塔のロバを描いたレリーフ
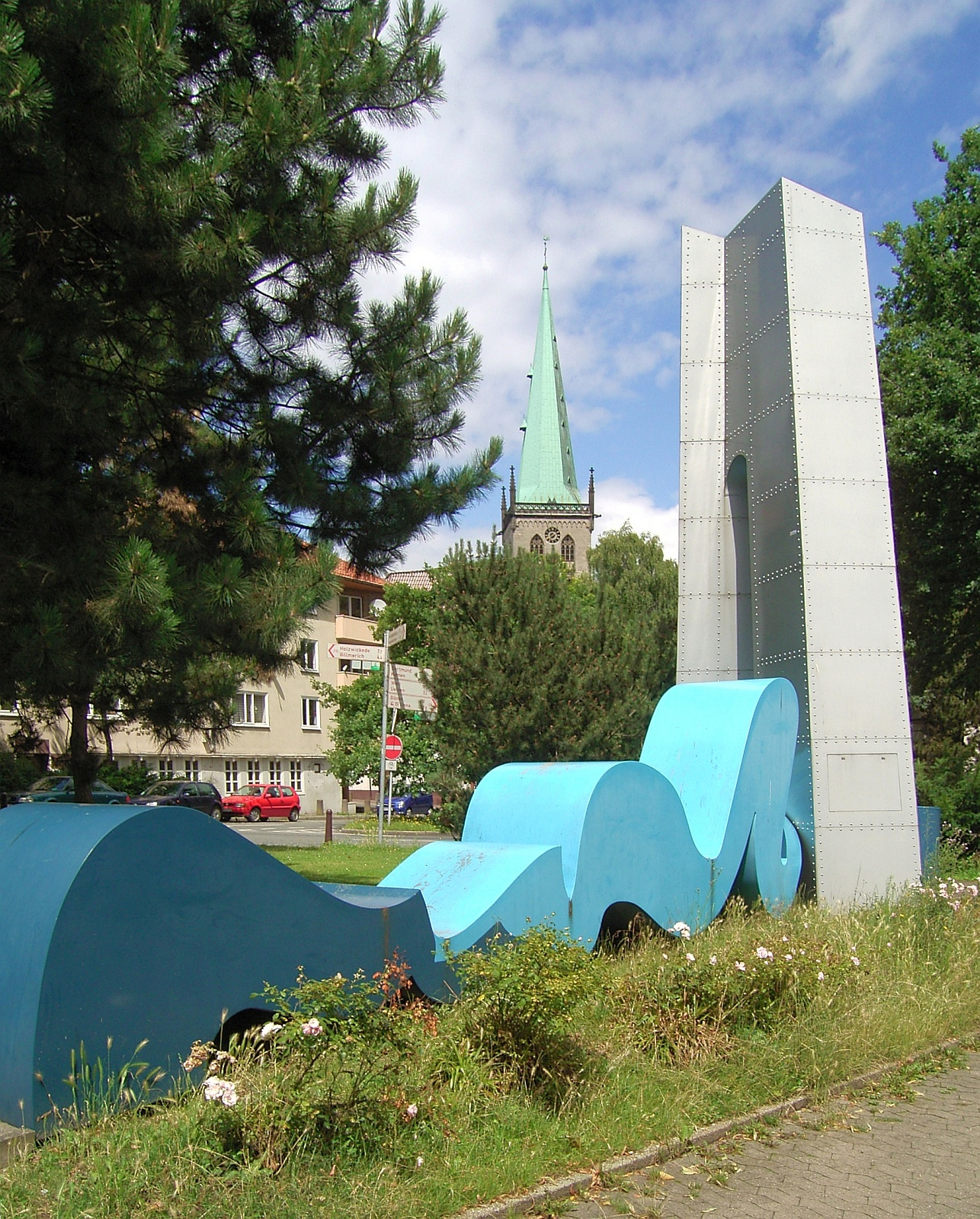
ヴァッサーシュタウ

### 年中行事
ウナでは、1956年から2011年まで毎年、ヘルムート・シェーラー主催の「ヴァイバーファストナハト」（直訳: 女房のカーニバル）が開催されていた。これは世界最小のカーニバルパレードであった。それは1台だけの手書きで装飾されたワゴン車で行われた。
年中行事は、伝統や習慣に由来するものと、市や他の主催者による革新的で現代的なプログラムのイベントがある。包括的な収蔵品目録作成およびウナ市の教育・文化・レジャー分野の総合コンセプトに基づき、文化面での「みんなのための情報センター」や「現代芸術フォーラム」への機能的な連携やネットワーク化を介して、市内の多くの場所で多彩な社会的・文化的な活動や運動を奨励するための基盤整備が行われた。特筆すべき多彩な文化イベントが開催されている。

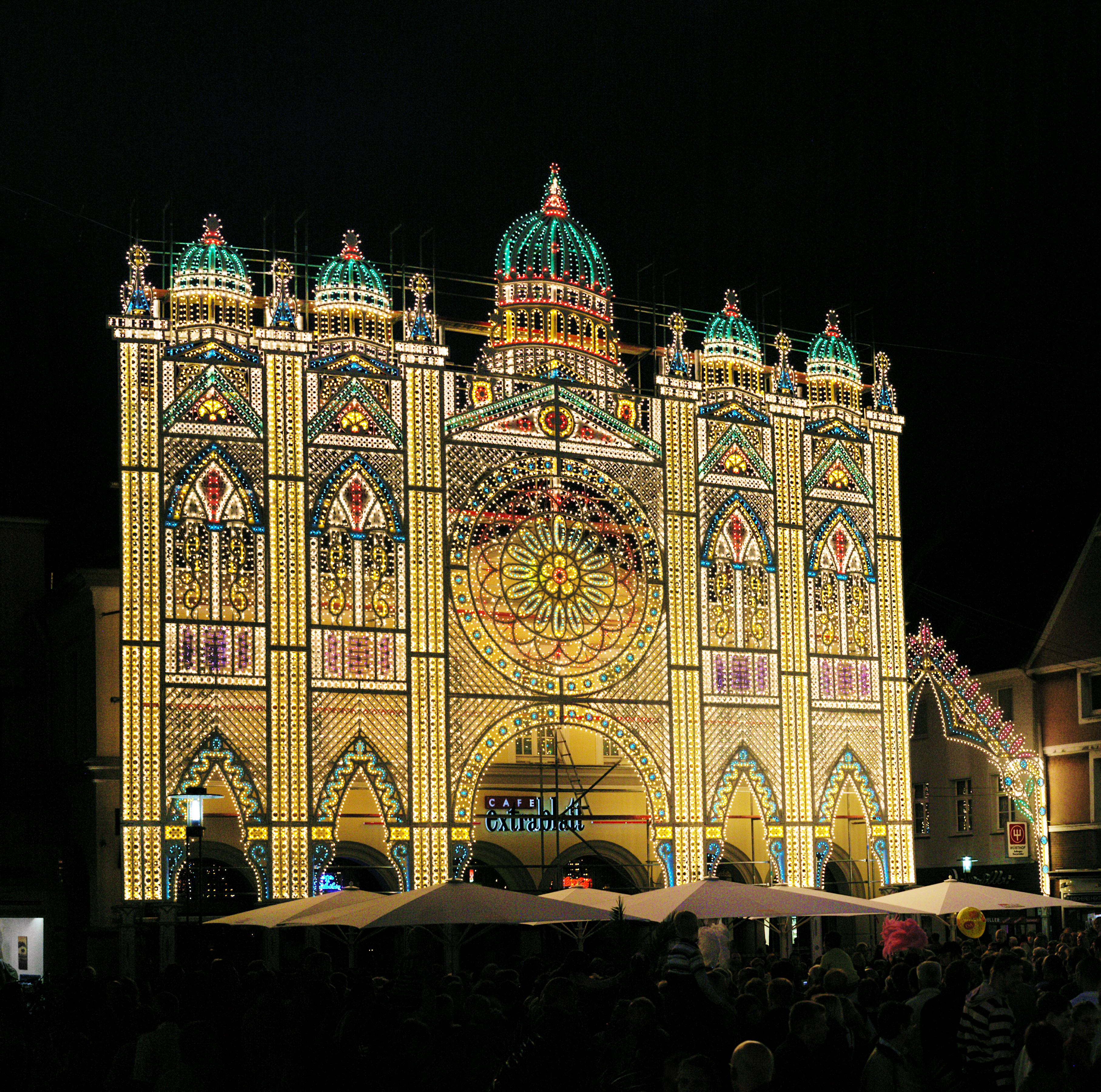
ウナ・フェスタ・イタリアーナのイルミネーション（2007年）

- 市立ヘルヴェーク博物館やウナ＝アルテ・ハイデのカールエルンスト・キュルテン＝シュティフィトゥングでのウナ文化協会の定期的な展覧会開催
- フィリップ＝ニコライ＝カントライ、ウナ市音楽協会、様々な合唱団や歌謡サークルのコンサート[49]
- 姉妹都市であるパレゾーとウナのジュニアコンサート
- マルクト広場での子供祭[50][51][52]
- スポーツクラブの祝祭プログラム
- 市民大学の特別な映画シリーズ
- 文化委員会の追い風[53]を受けて創設された「ジャズ・アクチュアル」シリーズ[54]
- 本市に存在する国際女性作曲家ライブラリー[55]や国際光の芸術センター[34]などで開催される定期的なイベント
- たとえば、ウナ・ヴェストファーレン文学ビューロ e.V.の国際ビエンナーレ「ヘルヴェークの殺人」[56] など、その他の全国的に重要な機関の行う定期的なイベント
- ウナ市の文化担当部門が行うイベントプログラム。たとえば、サマータイム（カルチャーサマー・オープン・エアー）など[57]

アルプスの北側で最大のイタリア・フェスト「ウナ・フェスタ・イタリアーナ」が、2年に1度、内市街で開催される。2001年には約20万人がウナを訪れ、2007年にはその数は約25万人にまで増加した。バーリの手の込んだイルミネーションが特別な魅力である。
毎年9月の第1週末には、ウナのシュタットフェスト（市祭）が開催される。内市街の最大7つのステージで様々な音楽演奏や芸術パフォーマンスが行われる。「カントゥス・ブルタリス」のような地元のグループの他に、ケルンのバンド「ブリングス」（2004年）などの有名な音楽グループが登場する。この祭は金曜日の夜に、「アルトビールの夕べ」と市長による伝統的な樽開きによって開幕する。

## 経済と社会資本

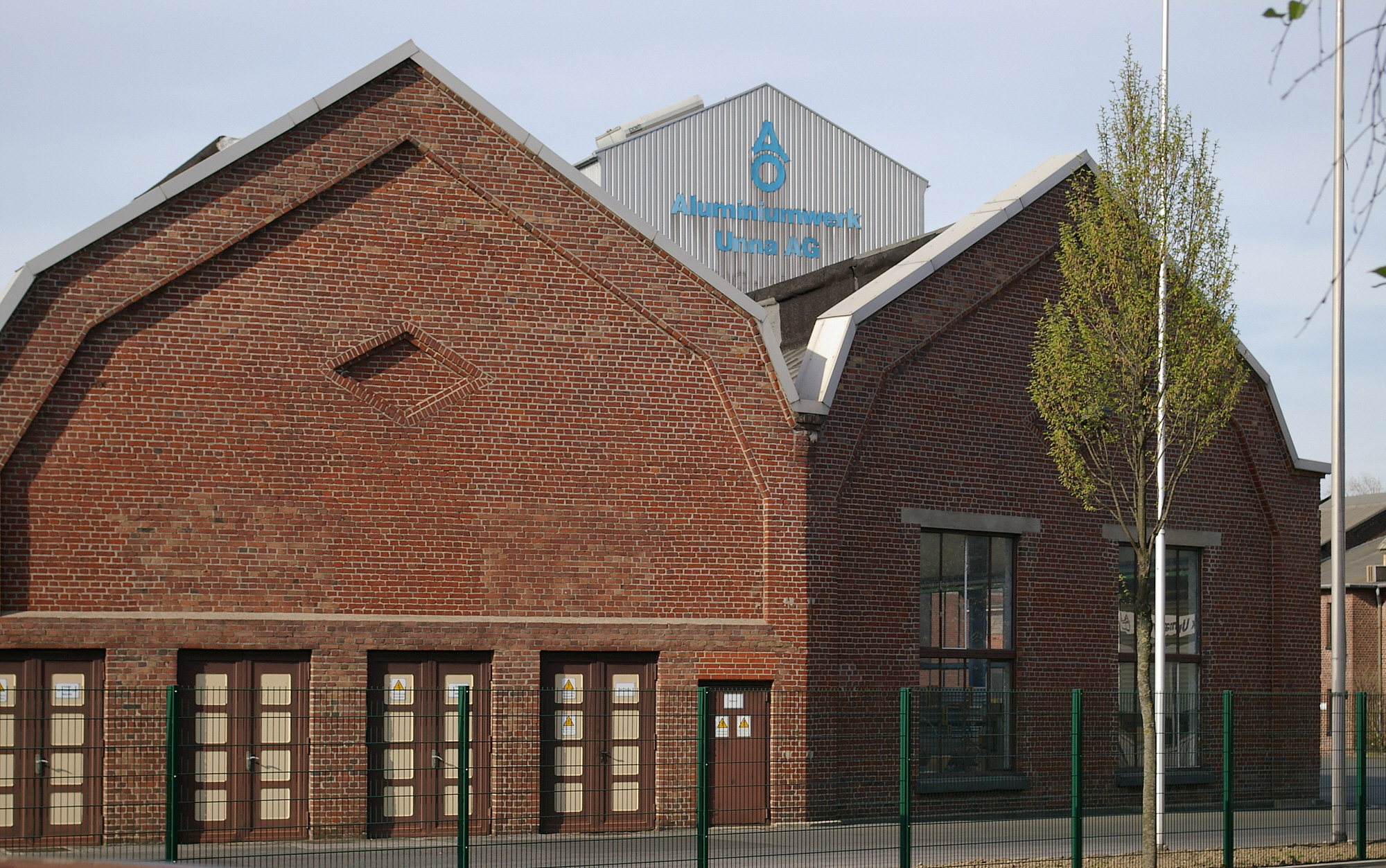
アルミニウム工場ウナ

### 経済
ウナは19世紀中頃まで主に農業を中心とする都市であった。1828年にビール醸造所、ブラントヴァインの蒸留所、陶器工場、レンガ工場ができたことで、街の「食品部門」と呼ばれた。また、ケーニヒスボルンでの製塩業も重要であった。工業化の初めから、特に石炭採掘により、工業の街への転換がなされた。多くのルール地方の都市とは対照的に、ウナでは現在も多くの職場が、工業（鉄加工、金属加工、機械製造）や手工業である。「Zapp AG」は、かつてのヴェスティヒ鋼業の工場で1991年から精密半製品をウナで製造している。「VDM メタルス」は1972年からケーニヒスボルン市区にニッケル合金や特殊ステンレス鋼のための溶融工場を有している。この会社はウナで約450人を雇用している。「アルミニウム工場ウナ AG」は390人を雇用している。ツアビリュッゲン住居センターの企業本社と家具店も重要な雇用主である。WIMA社は、ウナでフィルムコンデンサーを製造している。
この街は流通部門が次第に重要性を増して、経済的重心となってきている。かつてのカールシュタット中央倉庫（現在は DHL）、ポンプ製造業者 WILO SEの中央倉庫、DPDグループの分配センター、メトロ高層倉庫ヴァレーナはこの分野の有名な業者である。さらに大規模なDHLのロジスティック複合体が2008年に業務を開始した。
ウナ市は、住民1人あたりの平均一次所得がウナ郡で高い街の1つである。州レベルで比較すると、2018年の平均可処分所得は、ノルトライン＝ヴェストファーレン州の396の市町村中88位に位置づけられている。

### 交通

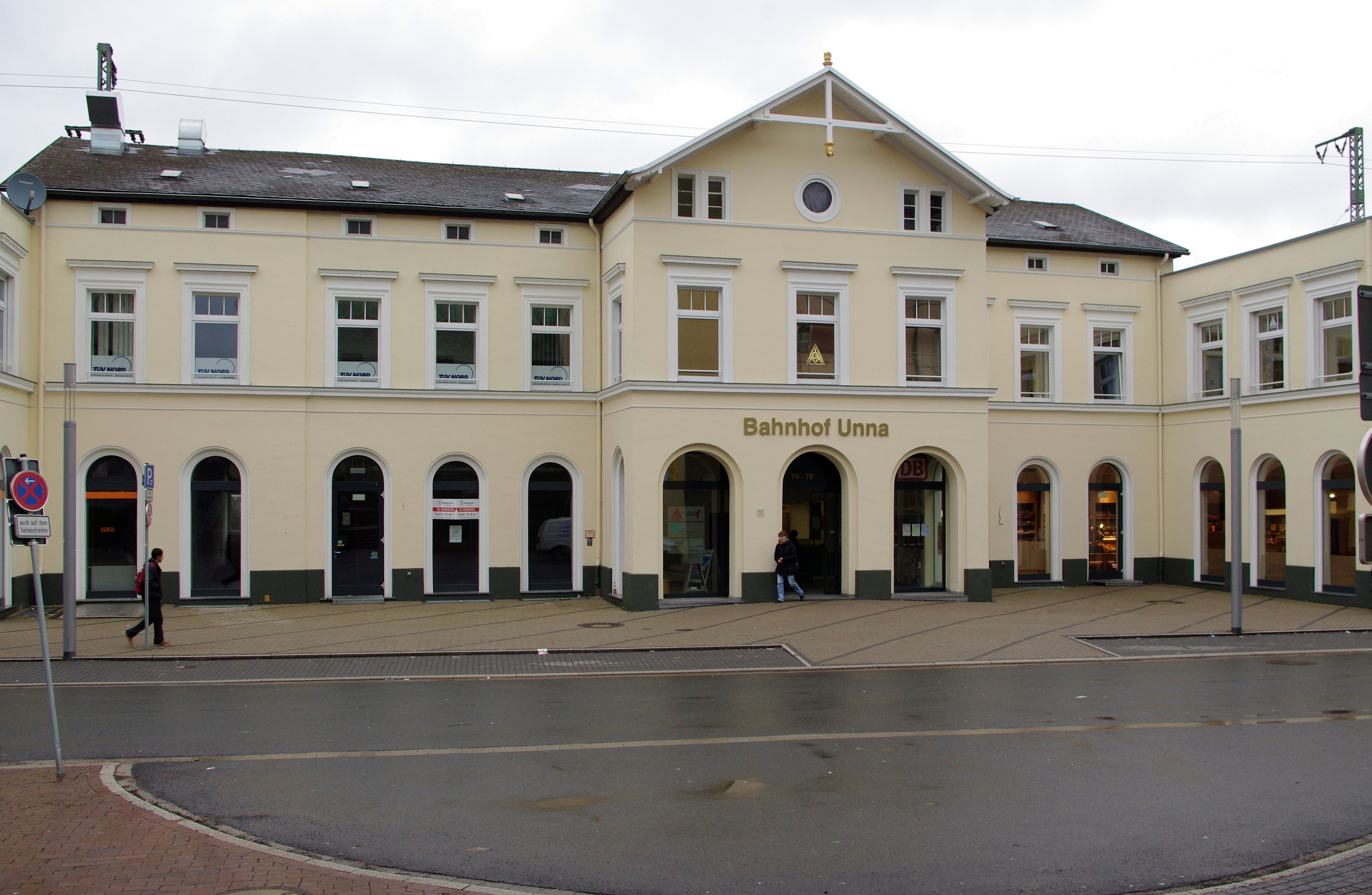
ウナ駅

#### 鉄道
ウナ駅は、ハーゲン - ハム線、ドルトムント - ゾースト線に位置しており、フレンデンベルクやメンデンを経由してノイエンラーデに至るヘネタール鉄道を北に延長した終点駅である。この駅はさらに、ライン＝ルールSバーン S4号線の終着駅でもある。ウナ市内にはこの他に、ゾーストへ向かう路線ではリューネルン駅とヘンメルデ駅が、ドルトムントへ向かうSバーンにはウナ・ヴェスト駅（ウナ西駅）、ウナ＝ケーニヒスボルン駅、マッセン駅がある。

#### バス交通
ウナには様々な種類のバス路線があり、その一部は市内を、一部は市境を越えて運行している。

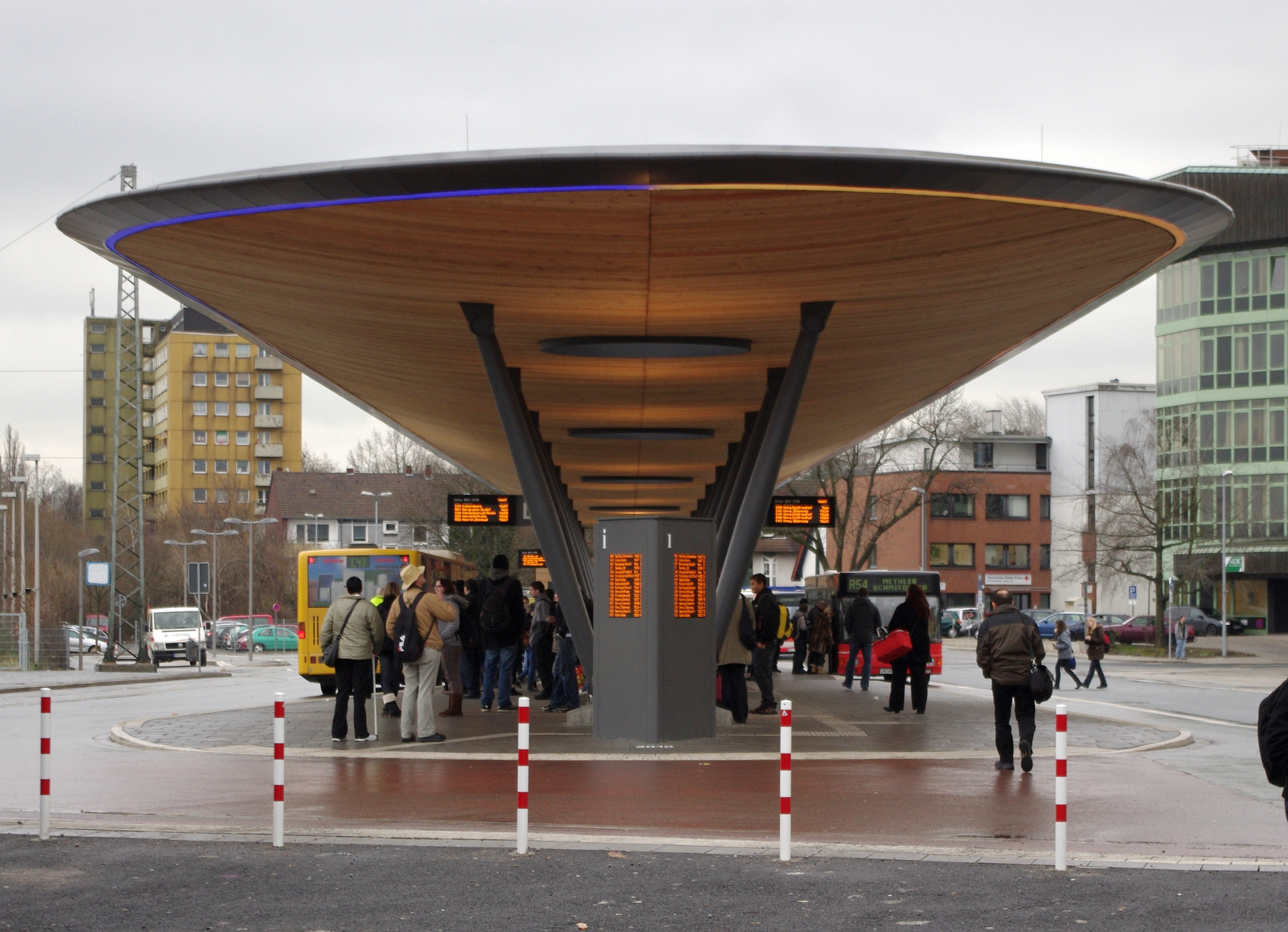
ウナ駅前のバスステーション

ウナには市バス網　(C40 - C45) がある。これらは近隣市町村とをつなぐ路線と同様にウナ郡交通共同体 (VKU) が運行している。
- C40: ウナ駅から南墓地
- C41: ウナ駅からドルトムント空港
- C42: カスタニエンホーフから内市街
- C43: 南墓地からグリロ通り
- C44: 内市街からケーニヒスボルン
- C45: 内市街からヘンメルデ

この他に VKU やその他の会社が近隣市町村とを結ぶ地方バスを運行している。
- R51: ウナからホルツヴィッケデ
- R54: ウナからマッセン経由でカーメン＝メトラー
- R81: ウナからカーメンおよびベルクカーメン経由でヴェルネ
- R70: ウナからカッセビューレンおよびフレメルン経由でフレンデンベルク/ルール
- 27: ウナからシュトリックヘルディッケ、ラングシェーデ、ハリンゲン（メンデン）経由でメンデン (ザウアーラント)

高速バスは、R81と似たルートを運行している。
- S81: ウナからカーメンおよびベルクカーメンを経由してヴェルネ

直行バスは2本
- D45: 内市街から東部産業地区
- D96: シュヴェールテからウナ、カーメン、ベルクカーメンを経由してヴェルネ（amazon）

タクシーバス路線（デマンド型交通）は、ウナでは予約が必要で VKU が運行している。
- T46: シュタイネン（ヘンメルデ近郊）からミュールハウゼン
- T47: プール「シェーネ・フレーテ」（ホルツヴィッケデ近郊）からマッセナー・ハイデ経由でウナ
- T48: ウナからアッフェルデ
- T54: マッセンからオーバーマッセン

さらに数多くのスクールバス路線（14本、一部は市外に出る）やアンルーフザンメルタクシー（AST、デマンド型交通）がある。

#### 道路
ウナは、連邦アウトバーン A1号線（ケルン - ブレーメン）と A44号線（ドルトムント - カッセル）に直接面しており、アウトバーン網へのアクセスが非常に良い。
連邦道 B1号線が市内を西から東に貫いている。B233号線は元々ヴェルネからウナ経由でイーザーローン方面に延びていた。ウナの中心部からカーメンまでの区間は、州道（L678号線）に格下げされた。

#### 航空
ウナの西にドルトムント空港（ドルトムント・エアポート 21）がある。ここでは特に東ヨーロッパを目的地とする便が多く発着する。また、社用機やプライベート機も利用している。
東側からの進入路はウナの市域を横切っている。滑走路の東端はウナ＝メッセンの市境までわずか数百メートルしか離れていない。「航空機騒音防止共同体」が、滑走路の延長や離着陸時間の拡大と戦っている。

### メディア
ウナには日刊紙が2紙ある。古くからあり発行部数が多いのが「ヘルヴェーガー・アンツァイガー」である。この他に「ヴェストフェリシェ・ルントシャウ」があるが、その地域面は完全にヘルヴェーガー・アンツァイガーから提供されたものを用いている。フリーペーパーの「モンタクト」や「シュタットシュピーゲル」が不足を補っている。
地方ラジオ局「アンテネ・ウナ」はウナ郡全域向けに放送しており、その本社はウナにある。

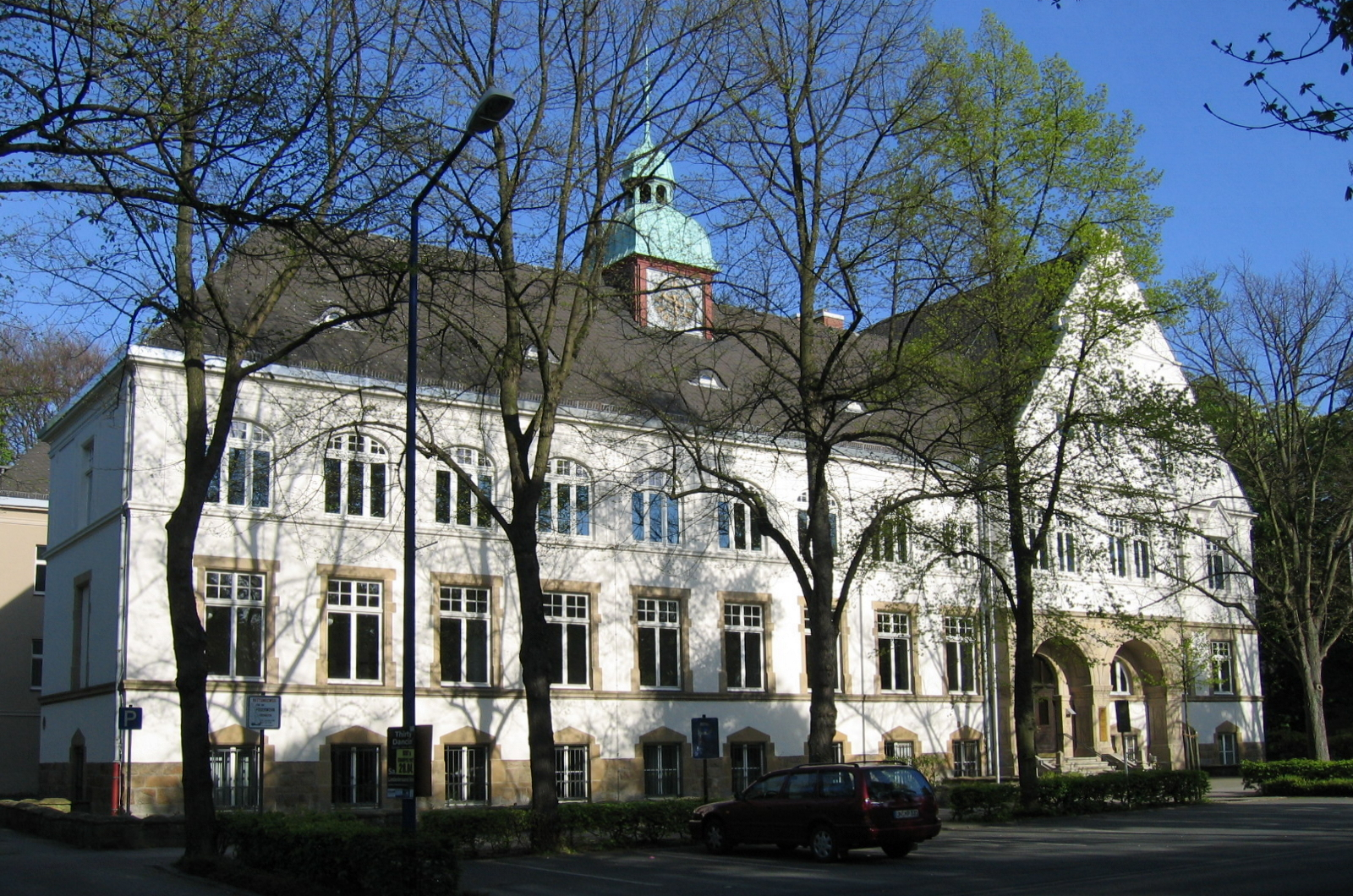
ウナ区裁判所

### 公共施設
ウナには、ドイツ連邦軍第7輸送大隊の駐屯地であるグリュックアウフ兵舎が存在する。
ウナ区裁判所は、ウナ、フレンデンベルク、ベーネン、ホルツヴィッケデを管轄する区裁判所である。

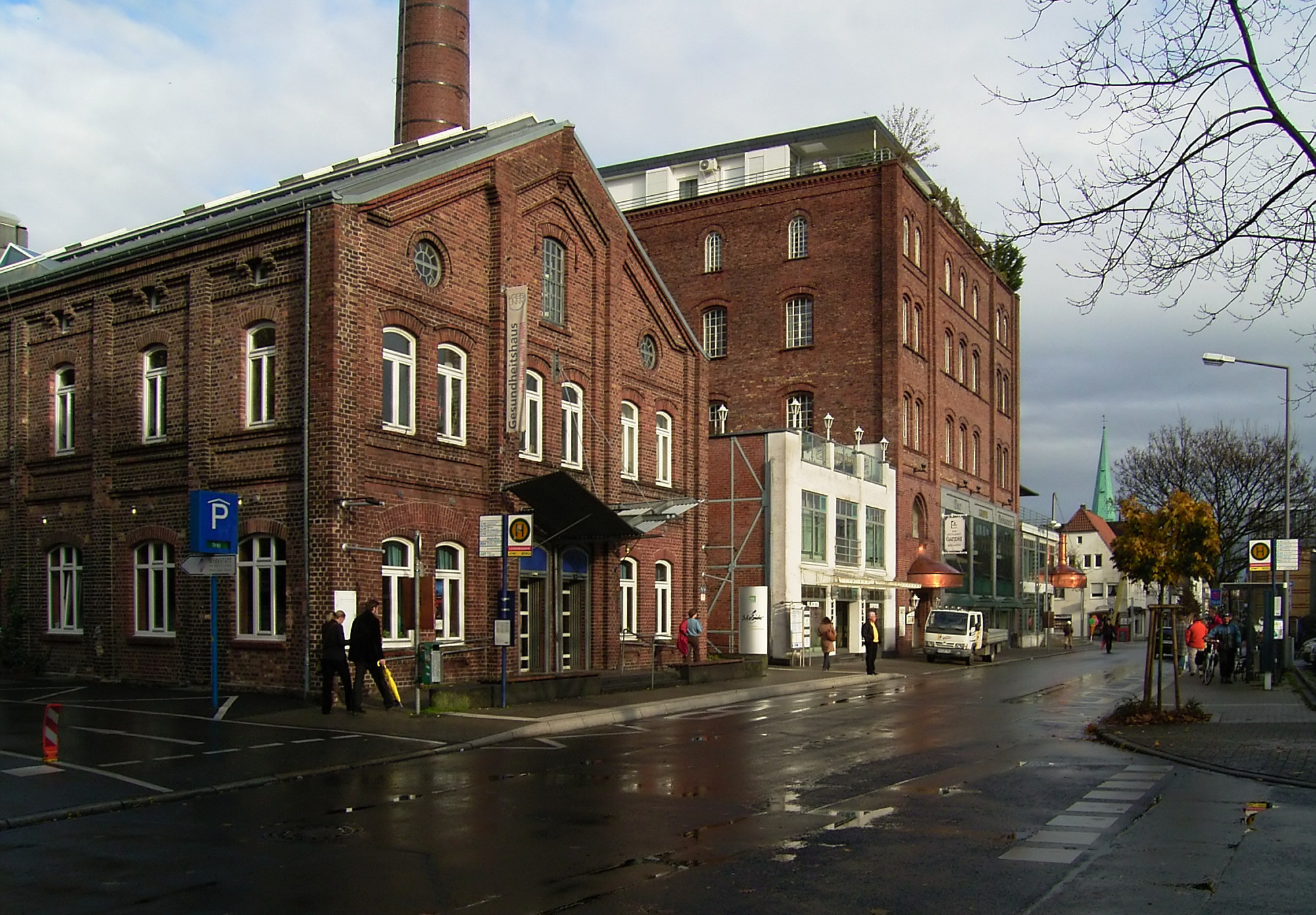
ウナのリンデンブラウエライ

### 教育
旧リンデンブラウエライの敷地に設けられた情報・教育センターには、ウナ市の様々な機関がある。市民大学、市立図書館、市立文書館が2004年から同じ建物に入居している。
ウナには、一般教育の学校はほぼ完全に揃っている。基礎課程学校は全部で11校ある。上級学校は、総合学校2校、実科学校1校、ギムナジウム3校、養護学校1校（重点は、学習・情動・社会的発達である）、夜間学校の形態を取る継続教育施設が1校（実科学校およびギムナジウム）である。
2018年7月、有害物質が検出されたことにより、アンネ＝フランク実科学校の最後の生徒がケーニヒスボルンの建物から退去し、マッセンのヘルヴェーク実科学校に転籍した。ケーニヒスボルンの有害物質に汚染された実科学校は、新たな「ケーニヒスボルン教育キャンパス」の敷地となる予定である。
特殊な学校としてはゲシュヴィスター＝ショル＝ギムナジウムのバイリンガル部門とヴァルドルフ幼稚園が挙げられる。ウナには職業学校センターもある。補習高等専門学校3校は、手工業と工学（ヘルヴェーク補習高等専門学校）、家政学、社会学、保健学（メルキシェス補習高等専門学校）および商業、経済学、管理学（ハンザ補習高等専門学校）に重点を置いている。

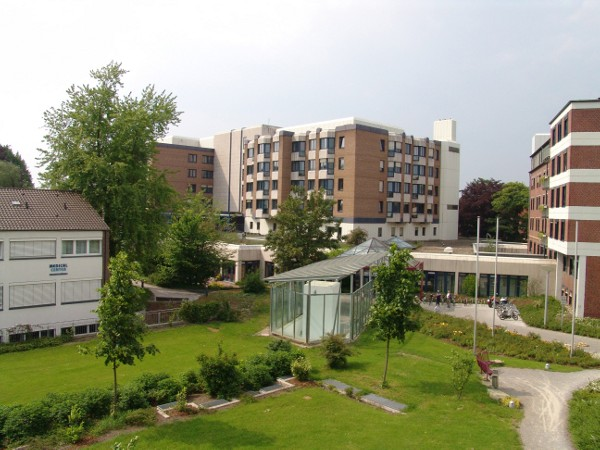
クリストリヒェス・クリニークム・ミッテ（カタリーネン＝ホスピタル）

### 健康・医療
ウナには、基本医療の病院が2院ある。地元では「カトリックの病院」と呼ばれているカタリーネン＝ホスピタルと、エヴァンゲリシェ・クランケンハウス（福音主義病院）である。
両院は、2020年9月8日に「クリストリヒェス・クリニークム」（キリスト教病院）として統合された。病院は「クリストリヒェス・クリニークム・ミッテ」（キリスト教中央病院）および「クリストリヒェス・クリニークム・ヴェスト」（キリスト教西病院）という名称で、元の場所で存続している。
さらにケーニヒスボルン生命センターは、全国的に重要な健康・医療施設である。特にドイツ最大規模の社会小児学センターと神経・社会小児学病院が重要である。

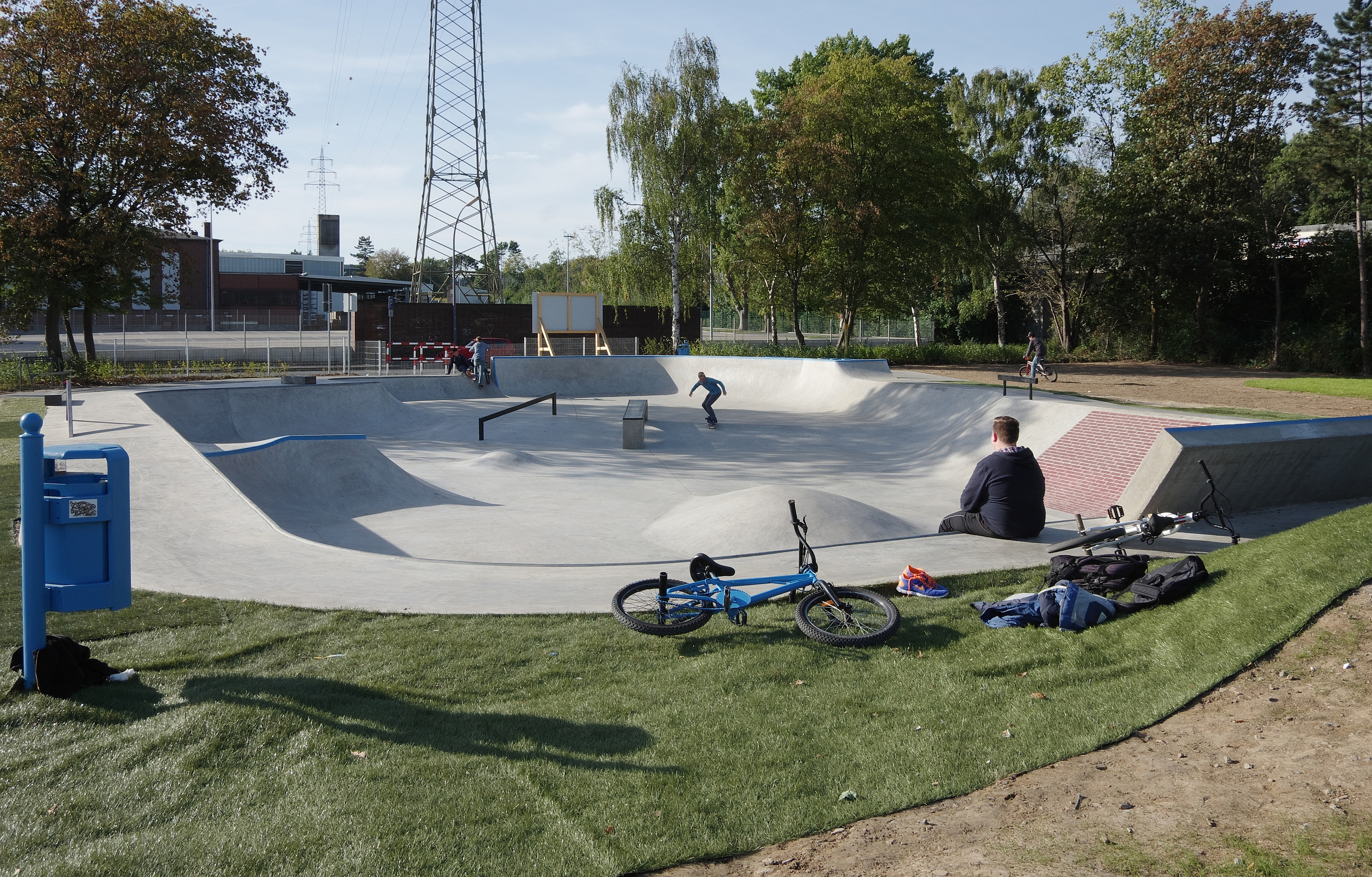
2013年にオープンしたスケート施設

### スポーツとレジャー
ウナは比較的森に乏しい街である。しかしマッセナー・ハイデ、ボルネカンプタール、クアパルク、ユルツェナー・ハイデ/ミュールハウザー・マルクには都市近郊型保養地がいくつか存在する。マッセンには、誰でも予約で借りることができるビーチバレー施設がある。また、2つの屋外プール、スケート施設、屋内プールがある。マッセン（ケーニヒスボルナー通り沿いの実科学校の敷地）にある屋内プールも民間に貸し出されている。日曜日には無料の遊泳時間が設けられている。アイスシュポルトハレ（アイススポーツホール）は冷却施設の故障により2018年に閉鎖された、スポーツクラブではサッカーが盛んであるが、屋内ハンドボール、アイスホッケー、自転車競技、バレーボールにも力を入れている。さらに柔道、柔術、空手、ボクシングといった格闘技も、あらゆる年代に対して様々なクラブがある。

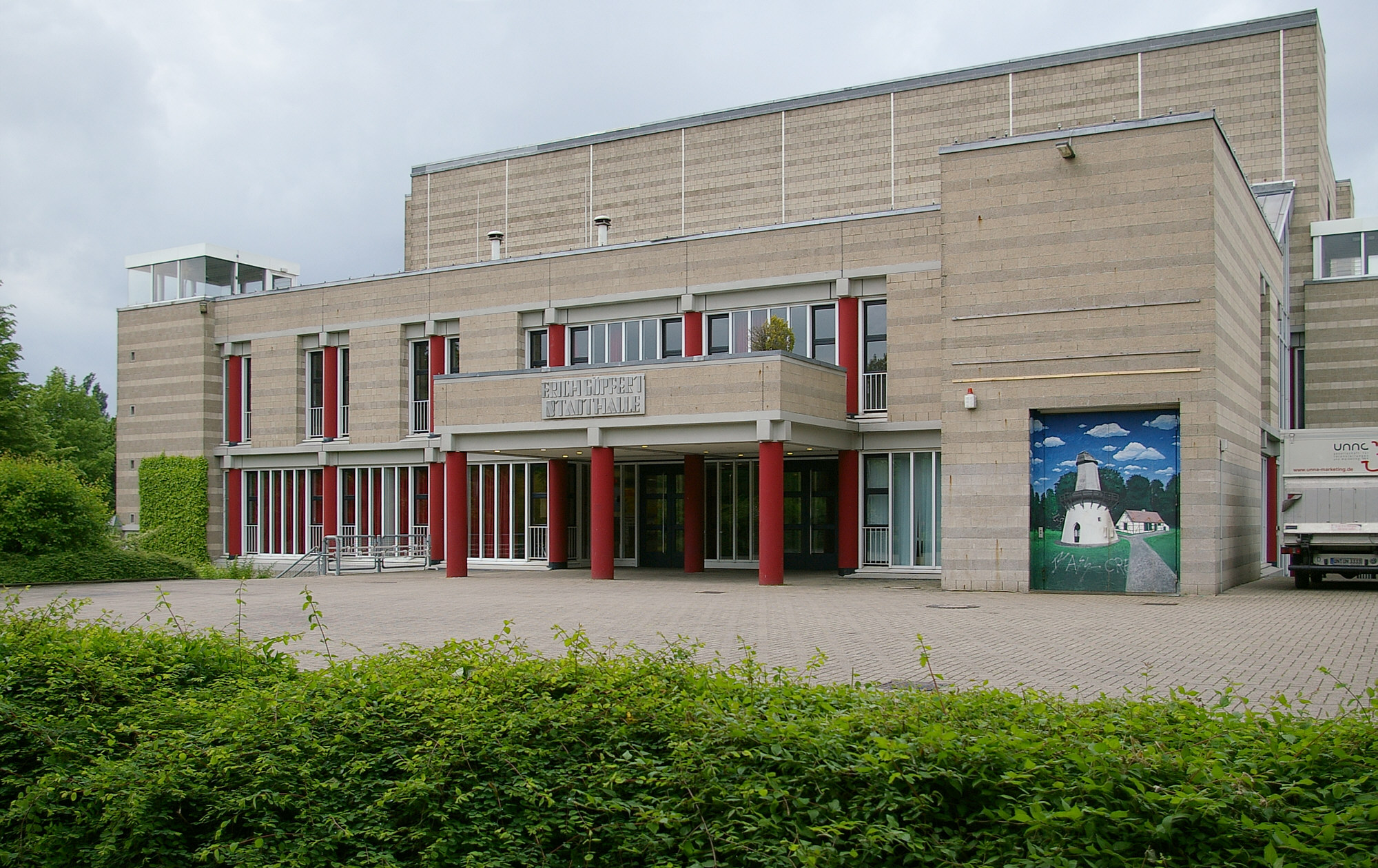
エーリヒ＝ゲプフェルト＝シュタットハレ

ゴルフクラブ・ウナ＝フレンデンベルク e.V. (GCUF) とグート・ノイハウスは、ともにウナの市境から約 5 km 離れたフレンデンベルク市内にあるが、ウナとフレンデンベルクが主な集客地域である。
ウナには4つのテニスクラブがあり、合わせて25面のコートがあり、約730人が登録している（会員数は2020年春の報告による）。
TC ウナ 02 ギューン＝ヴァイスのクラブの敷地内にあった屋内テニスコートは2020年に火災で焼失した。新しい屋内コートの建設が計画されている。この他、3つの屋内コートが商業的に貸し出されている。
コンサートやその他の大規模な催しは、エーリヒ＝ゲプフェルト＝シュタットハレやリンデンブラウエライで開催されている。

## 人物

### 出身者
- ヨハン・シュタインヴェルト・フォン・ゾースト（1448年 - 1506年）歌手、詩人
- カール・アンドレアス・ドゥーカー（1670年 -　1752年）言語学者、修辞学者、歴史家
- ヘルマン・クレーマー（ドイツ語版、英語版）（1834年 -　1903年）ルター派神学者
- ヴィルヘルム・シュペーマン（1844年 -　1910年）出版者
- ヘルマン・オストホフ（1847年 -　1909年）言語学者。青年文法学派創設メンバーの1人
- フリードリヒ・ホスバッハ（1894年 -　1980年）軍人。最高位は陸軍歩兵大将。
- テア・ラッシェ（ドイツ語版、英語版）（1899年 -　1971年）曲芸飛行のパイロット
- パウル・フェアヘーフェン（ドイツ語版、英語版）（1901年 -　1975年）俳優、演出家、作家
- ローラント・プレル（1949年 -　）ピアニスト、音楽教育者
- ルディー・ラウアー（1950年 -　2014年）ハンドボール選手
- ペトラ・レスキ（ドイツ語版、英語版）（1958年 -　）ジャーナリスト、文筆家
- フーベルトゥス・クナーベ（1959年 -　）歴史家
- ベルント・シュテルター（1961年 -　）コメディアン、俳優、文筆家、歌手、テレビ司会者
- シュテファン・ユルゲンス（1963年 -　）俳優
- フリードリケ・フレス（1964年 -　）古典考古学者
- ゼンケ・メーリング（ドイツ語版、英語版）（1972年 -　）俳優、声優
- ジュゼッペ・ライナ（ドイツ語版、英語版）（1972年 -　）サッカー選手
- マルコ・ヤーコプス（ドイツ語版、英語版）（1974年 -　）ボブスレー選手。1998年長野オリンピックのボブスレー4人乗り金メダリスト。
- クリストファー・ハイメロート（1981年 -　）サッカー選手
- ヤニス・ベッカー（ドイツ語版、英語版）（1985年 -　）ボブスレー選手
- ルーカス・リス（ドイツ語版、英語版）（1992年 -　）自転車競技選手
- パスカル・シュミット（ドイツ語版、英語版）（1992年 -　）サッカー選手
- リック・ツァベル（1993年 -　）自転車競技選手
- ラウラ・ノルテ（1998年 -　）ボブスレー女子選手

### ゆかりの人物
- フィリップ・ニコライ（ドイツ語版、英語版）（1556年 -　1608年）ルター派宮廷説教師、ウナの牧師を務めた。
- カール・フォン・ボーデルシュヴィング（ドイツ語版、英語版）（1800年 -　1873年）プロイセンの財務大臣、ハイデ家当主
- フリッツ・シュタインホフ（ドイツ語版、英語版）（1897年 -　1969年）政治家。ノルトライン＝ヴェストファーレン州首相
- ハルトムート・ヘーゲラー（ドイツ語版、英語版）（1946年 - ）牧師。郷土史研究家。魔女狩り研究家。
- イレーン・シェール（ドイツ語版、英語版）（1949年 -　）イギリス人歌手
- エリック・ツァベル（1970年 -　）自転車競技選手

## 関連図書
- Willy Timm (1975). Geschichte der Stadt Unna (2 ed.). Unna: Verlag G. Hornung. ISBN 978-3-921444-00-9
- Thomas Spohn (1995). Aspekte kleinstädtischen Lebens im 18. Jahrhundert. Vom Bauen und Wohnen in Unna. Denkmalpflege und Forschung in Westfalen. 30. Bonn
- Wolfgang Patzkowsky (2007). Unna; Rundgänge durch die Geschichte. Erfurt: Sutton. ISBN 978-3-86680-132-5
- Heinrich Otten (2009). Der Kirchenbau im Erzbistum Paderborn 1930 bis 1975. Paderborn: Bonifatius. ISBN 978-3-89710-403-7
- Klaus Basner (2013/2014). Historisches Porträt einer Stadt: Unna. Stadtgeschichtliche Beiträge. 1. Unna: Historischer Verein zu Unna e. V.. ISBN 978-3-944430-01-0
- Klaus Basner (2013/2014). Historisches Porträt einer Stadt: Unna. Stadtgeschichtliche Beiträge. 2. Unna: Historischer Verein zu Unna e. V.. ISBN 978-3-9813452-9-2

### 訳註
1. ↑  ドイツ語: Fächerrosette - 半円形のロゼット文様。ドイツ北部の木組み建築の装飾に多用される。